# Vincenzo Monti
Vincenzo Monti (Alfonsine, 19 febbraio 1754 – Milano, 13 ottobre 1828) è stato un poeta, scrittore, traduttore e drammaturgo italiano.
Viene comunemente ritenuto l'esponente per eccellenza del Neoclassicismo italiano, sebbene la sua produzione abbia conosciuto stili mutevoli e sia stata a tratti addirittura vicina alla sensibilità romantica. Principalmente ricordato per la notissima traduzione dell'Iliade, fu al servizio sia della corte papale sia di quella napoleonica ed infine fu vicino agli austriaci dopo il Congresso di Vienna, manifestando spesso diversi cambi di visione politica e religiosa, anche repentini e radicali (ad esempio da reazionario controrivoluzionario a illuminista giacobino nel periodo rivoluzionario del 1793-1794), sia per l'entusiasmo del momento sia per motivi di opportunità; pur riconoscendo il suo costante patriottismo di fondo, per le sue posizioni camaleontiche, fu per questo definito da Francesco de Sanctis "segretario dell'opinione dominante" e ricevette critiche (ad esempio da Foscolo, inizialmente suo amico, e da Leopardi), sebbene dai più considerato tecnicamente un abile verseggiatore e traduttore, lodato anche da autori come Stendhal, Alfieri, Tommaseo, Carducci e Parini.

## Biografia

### I primi anni
Monti nacque ad Alfonsine, borgo romagnolo facente parte dei dominii dello Stato Pontificio (attualmente in provincia di Ravenna), il 19 febbraio del 1754, figlio di Fedele Maria Monti, un perito agrimensore, e Domenica Maria Mazzari, entrambi proprietari d'un podere nei pressi della zona. Aveva tre fratelli maggiori, Cesare, che fu prete, Giovan Battista, frate cappuccino, e Francesc'Antonio, oltre che cinque sorelle, tre delle quali, Lucia Dorotea, Rosa Geltrude e Maria Maddalena, diventeranno monache. Narrano i biografi che all'età di cinque anni cadde nel fosso del mulino della proprietà, salvandosi miracolosamente.

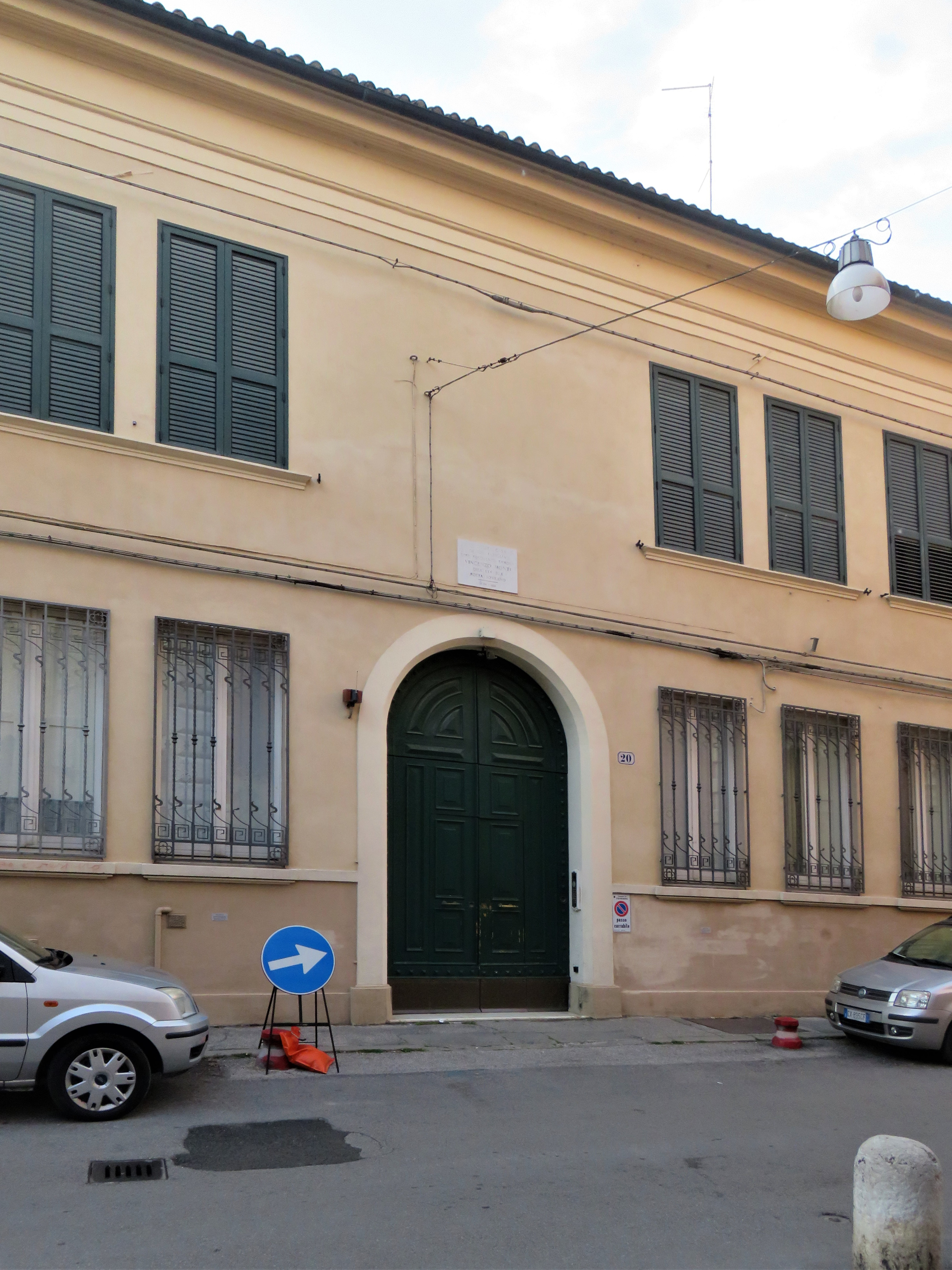
Casa dove visse a Ferrara, in via delle Scienze

Ad otto anni fu condotto nella vicina Fusignano, dove ebbe come maestro don Pietro Santoni (1736-1823), che era anche un rinomato poeta dialettale. Nel 1766 entrò nel seminario di Faenza, studiando latino con il famoso Francesco Contoli. Vi rimase dai dodici ai diciassette anni (a tredici prese la tonsura) e nel 1771 manifestò l'intenzione di entrare nell'Ordine Francescano. Privo però di una vera vocazione, accantonò presto l'idea, trasferendosi con il fratello Francesc'Antonio a Ferrara, dove studiò diritto e medicina presso l'Università degli Studi. Dovette lottare per abbandonare definitivamente il borgo natìo, dove la famiglia, totalmente insensibile alla letteratura, voleva trattenerlo. Molto interessante al proposito appare la lettera che il giovane Monti scrisse, nel 1773, all'abate longianese Girolamo Ferri, suo professore nel seminario faentino:
(Lettera a Girolamo Ferri, 1773)

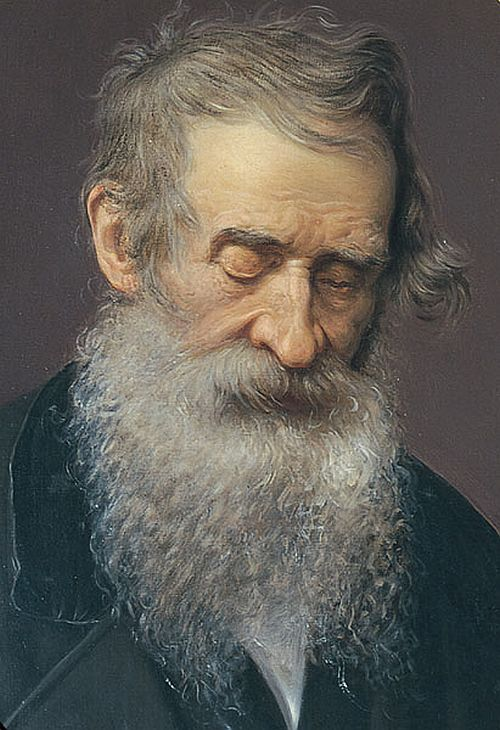
Niccolò Tommaseo: apprezzò particolarmente i primi componimenti latini del Monti

Si intravedono subito alcuni elementi chiave della sua personalità, fra cui la tendenza ad accomodarsi a diversi fini a seconda delle esigenze personali. Soprattutto per questo approfondì gli studi biblici, emergenti nella prima parte della sua produzione.
Dimostrò comunque un talento sorprendente e precoce per le lettere e già nel luglio 1775 venne ammesso all'Accademia dell'Arcadia con il soprannome di Antonide Saturniano, ingraziandosi, bello d'aspetto, le prime protettrici, l'anziana marchesa Trotti Bevilacqua e la contessa Cicognini. Cominciò a scrivere versi latini di argomento sacro per farsi notare dagli ambienti ecclesiastici (non si dimentichi poi che a Ferrara spopolavano gli apprezzatissimi e pii poeti Alfonso Varano e Onofrio Minzoni), ma sin d'ora vi si mescolò il profano, come si evince dal Nuovo amore, canzonetta in quartine dello stesso 1775, in cui con un finto pathos unito a distacco si fa riferimento all'amore per una "bella toscanella" conosciuta nel collegio di Santa Trinita di Firenze, dov'era compagna della sorella. Questa infatuazione giovanile evidentemente non fu gran cosa e, quando arriveranno le pene vere d'amore, più avanti, si noterà la differenza.
Esordì con componimenti di vario tipo, tra cui si possono ricordare i sonetti Il matrimonio alla moda e Il ratto di Orizia, debitori di Parini il primo, di Giuliano Cassiani (e del suo Ratto di Proserpina) il secondo, in conformità ai fermenti arcadici del periodo. Copiosa fu ai primordi anche la produzione latina, che delizierà Niccolò Tommaseo.
Poté pubblicare l'anno successivo il suo primo libro, La visione di Ezechiello (in onore di don Francesco Filippo Giannotti, arcivescovo di Minerbio, che aveva visto predicare a Ferrara), impostato sul modello varaniano delle Visioni sacre e morali, che godeva di molta fortuna all'epoca, specialmente nell'entourage arcadico. Di stesso stampo sono altre due Visioni coeve, dedicate ancora ad alti prelati.
Sin dall'inizio si manifesta una tendenza spesso ricorrente nel Monti: la rielaborazione di modelli precedenti. Il poeta non inventa nulla di nuovo, ma nuovo è il modo in cui fonde assieme le fonti, creando così uno stile affatto peculiare. Qui ovviamente è l'Arcadia a dominare (e il suo stile non abbandonerà mai l'ala dell'Accademia) e non si può tacere l'ammirazione nutrita in questo momento per Frugoni, ma evidenti, come si può intuire già dal titolo, sono anche le citazioni bibliche, come fin dall'inizio Dante (soprattutto) e Petrarca sono nomi imprescindibili del suo repertorio.
Nel 1777 entrò anche nell'Accademia degli Agiati di Rovereto con il nome di Archia.

### Il periodo romano

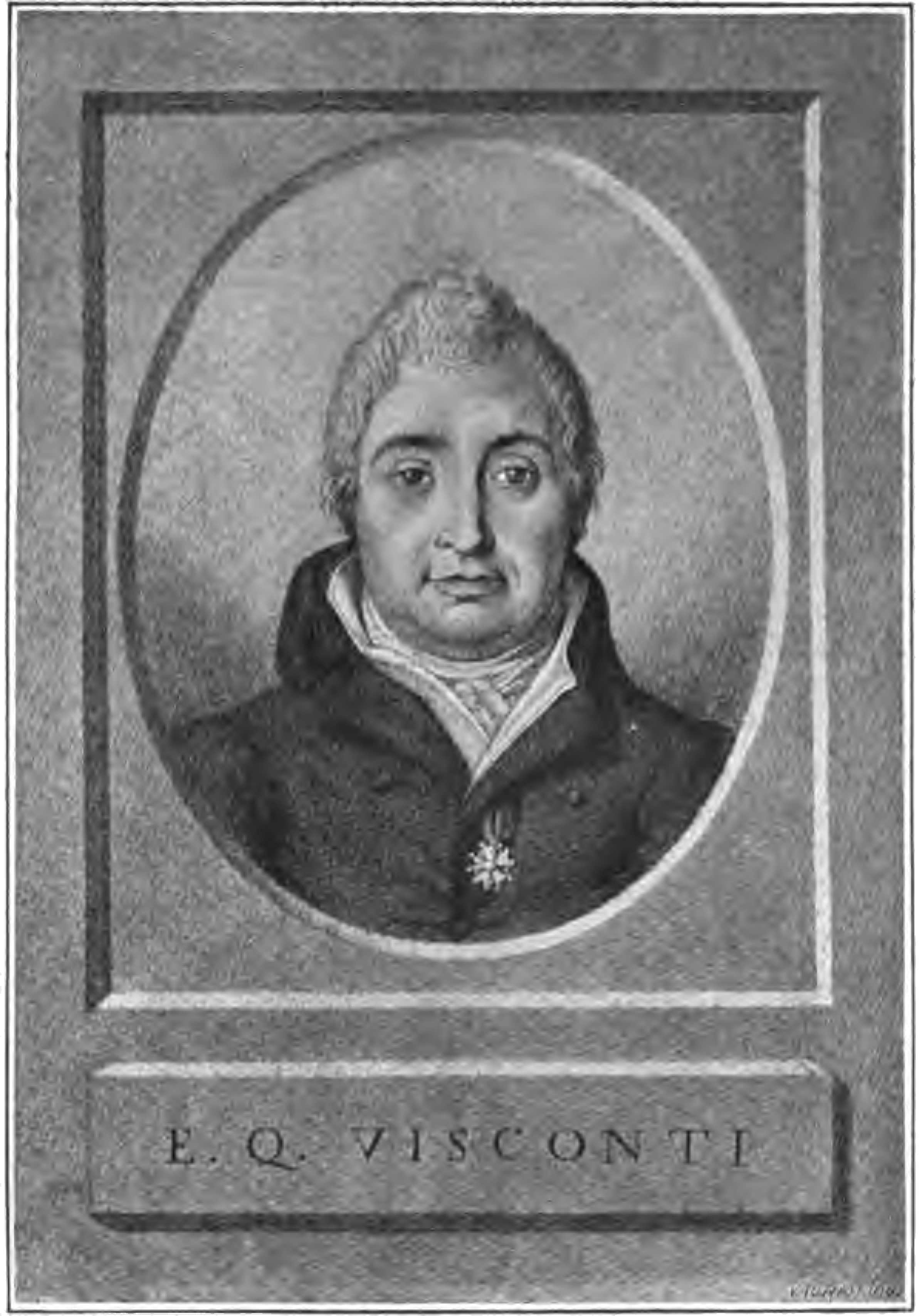
Ennio Quirino Visconti

Il 26 maggio 1778, al seguito del legato pontificio a Ferrara - il cardinale Scipione Borghese - si recò a Roma, per cercare gloria e fuggire l'angustia di un mondo divenutogli troppo stretto, e vi ottenne l'appoggio del celebre archeologo Ennio Quirino Visconti, cui dedicò l'anno seguente un saggio di poesie dall'influsso metastasiano (si consideri solo il titolo dell'ultimo componimento, Giunone placata, che ricorda la Didone abbandonata). Vide la luce, nello stesso anno del Saggio, anche la Prosopopea di Pericle, poema d'occasione suggerito a Monti da Visconti, in seguito al ritrovamento in marzo, in una villa di Tivoli, di un'erma del condottiero ateniese. Tutto ciò funse da pretesto per glorificare l'età presente, considerata superiore a quella classica.
Le opere di questo periodo sono fortemente influenzate dalla necessità di emanciparsi economicamente dalla famiglia ed è quindi naturale che in esse prevalga il tono adulatorio, all'interno, tuttavia, di una cornice stilistica armoniosa e cristallina, in cui gli stilemi neoclassici predominano, anche se non mancano contaminazioni provenienti dalla letteratura sepolcrale e dall'incipiente gusto romantico. In ogni caso, come già a Ferrara, l'intento è quello di sfruttare le occasioni contingenti per accattivarsi la protezione dei potenti.
Per qualche mese, tuttavia, la produzione poetica fu trascurabile e Monti si diede alla lettura di alcuni filosofi, tra i quali Locke, Leibniz, Condillac ed Helvetius.

#### L'ingresso nella corte papale

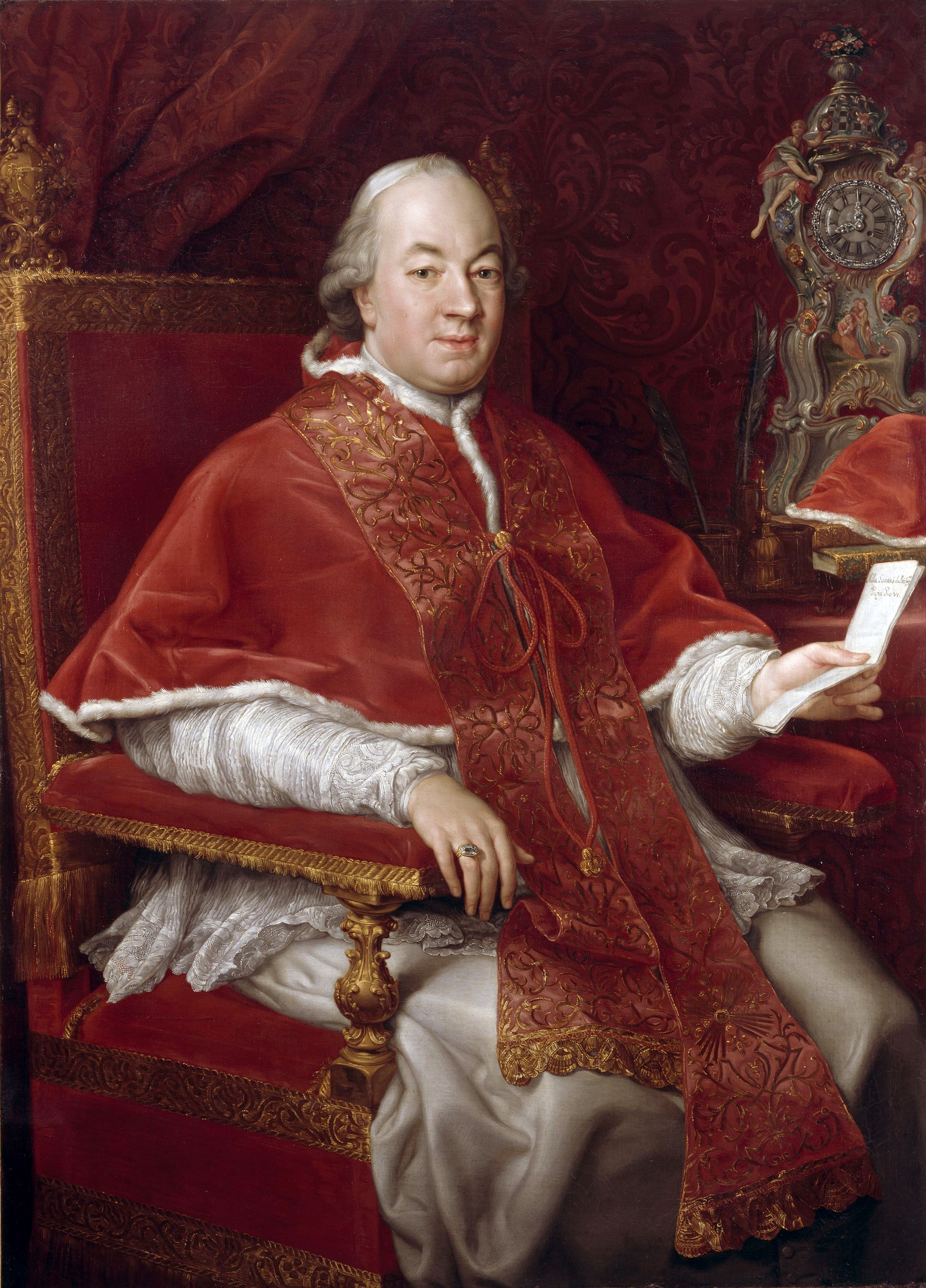
Pio VI ritratto da Pompeo Batoni

Nel 1781 il papa romagnolo Pio VI, al secolo Giannangelo Braschi, mecenate e poeta dilettante, aveva chiamato a Roma il nipote Luigi Onesti, unendolo in matrimonio con la quindicenne Costanza Falconieri, che possedeva una ricca dote. L'evento suscitò un profluvio di componimenti arcadici, tra i quali quello del Monti, il poemetto in terzine La bellezza dell'universo, che incantò la platea del Bosco Parrasio e meritò la stima del pontefice, che lo nominò segretario del nipote principe Luigi Onesti (cui era ora stato associato il cognome Braschi), facendolo entrare nelle grazie dell'ambiente papalino.
Un cardinale francese, nel frattempo, gli commissionò, dietro lauta ricompensa, l'ennesima prestazione d'occasione; si tratta di due cantate in onore del Delfino di Francia (una delle quali musicata dal Cimarosa) che era appena venuto alla luce, Luigi Giuseppe.
Infausto nelle intenzioni e nell'esito fu Il Pellegrino Apostolico (1782), in cui con tono enfatico, in due canti, celebrò il successo della visita papale a Vienna, dove Pio VI incontrò l'ostile Giuseppe II, nella speranza di giungere ad una conciliazione. Il poema celebra il successo della spedizione, ma in realtà ben presto la visita si rivelò un fallimento e valse anche molte critiche al vescovo di Roma.

#### IPensieri d'amore, un'apertura romantica?
Il suo stile abbandonò la fredda adulazione con gli endecasillabi sciolti Al principe Sigismondo Chigi e ancor più con i celebri Pensieri d'Amore, dove freme di passione disperata per una giovinetta che la critica ha identificato nell'educanda Carlotta Stewart, che Monti aveva conosciuto tra settembre e ottobre a Firenze nella casa della livornese Fortunata Sulgher Fantastici e che aveva pensato di sposare, salvo incontrare il diniego dei parenti di lei, ricchi assai più del poeta, che a Roma viveva ancora miseramente. Fortunata e il principe Sigismondo Chigi furono confidenti delle pene amorose del poeta. Il Chigi (Roma 1736 - Padova 1793), Custode del Conclave, ebbe fama di liberale e molto amava la poesia, che praticò con successo, ricevendo anche i complimenti del Visconti. Spirito libero e aperto, si sposò due volte e dovette subire l'accusa, falsa, di aver avvelenato un cardinale per gelosia.
Il modello delle due opere è da ricercare senz'altro nel Werther, che Monti lesse nell'anonima traduzione francese, e con cui condivideva il nome della protagonista femminile. I Pensieri d'amore adottano uno stile più malinconico e sincero e costituiscono le prime avvisaglie di un avvicinamento, forse non emotivo ma certamente formale, alla poetica romantica, tanto che lo stesso Leopardi ne trarrà ispirazione per alcuni dei suoi componimenti più famosi, come si evince da questi versi:
(Pensieri d'amore, VIII, 124-132)

#### Ritorno al neoclassicismo

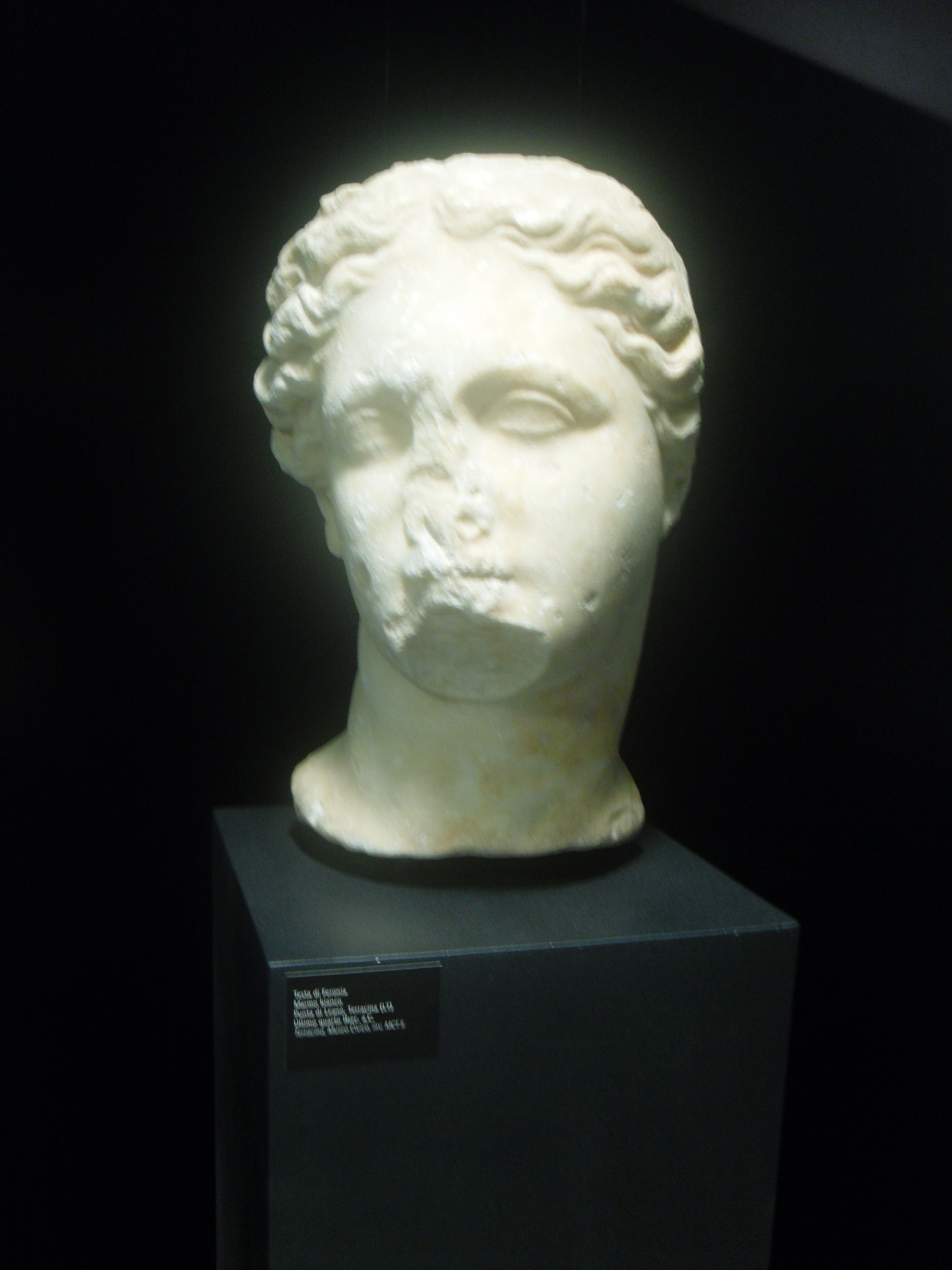
Testa di Feronia. Reperto datato ultimo quarto del II secolo a.C. e originario di Punta di Leano, Terracina

Tuttavia è ancora presto, la sua poesia rimane nel solco della tradizione arcadica e in sintonia con la lezione degli illuministi. Monti continua a frequentare l'Accademia e qui recita le due opere successive, il sonetto Sopra la morte (alla fine saranno quattro, e vedranno la luce nel 1788), molto popolare all'epoca, e l'ode Al signor di Montgolfier, scritta in quartine. Essa trasse spunto dal secondo volo aerostatico della storia con equipaggio, avvenuto a Parigi il 1º dicembre 1783. In una comunione stupita col popolo, Monti ne trae un'opera sincera, non commissionata, imbastita sul paragone tra le imprese della nave Argo e quelle della mongolfiera, in un parallelo volto ad esaltare, come nella Prosopopea, la modernità, e, in un afflato del tutto illuminista, il progresso umano. Benché l'opera sia intitolata ai fratelli Montgolfier, che avevano svolto esperimenti analoghi nei mesi precedenti suscitando grande entusiasmo (tra cui il primo volo umano del 21 novembre su Parigi), il volo descritto da Monti nell'opera non fu realizzato dai Montgolfier bensì dal loro rivale Jacques Alexandre César Charles, assieme a Louis Nicolas Robert, citati espressamente nel testo assieme a Montgolfier.

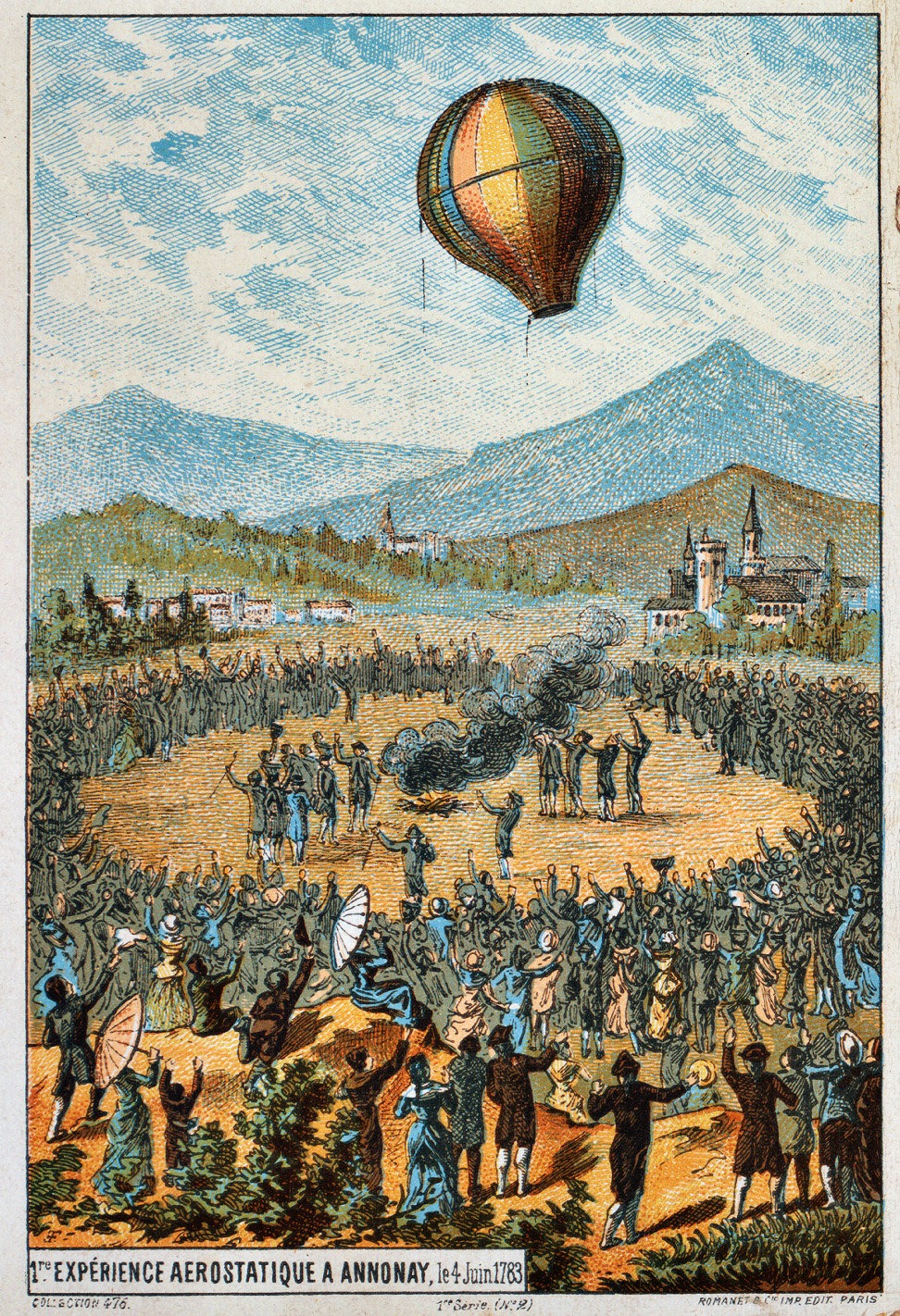
Prima dimostrazione pubblica del volo ad Annonay, 4 giugno 1783, ad opera dei fratelli Montgolfier

Nel 1784 cominciò a metter mano a un testo sul quale sarebbe ritornato per tutta la vita, senza mai riuscire a completarlo. Si tratta della Feroniade, il cui titolo rimanda alla ninfa amata da Zeus e perseguitata da Giunone. Anche qui non manca il pretesto: questa volta si vuole glorificare l'intenzione di Pio VI di bonificare le paludi dell'Agro Pontino, opera che non ebbe lieto esito ma suscitò grande risonanza e anticipò la famosa bonifica mussoliniana. L'opera che ci è stata tramandata conta ben 2000 versi sciolti. L'idea per il tema venne al Monti nel corso delle battute di caccia che conduceva assieme al principe Braschi Onesti nella zona di Terracina, dove vide la fontana Feronia citata da Orazio e si lavò anch'egli ora manusque (le mani e il volto, perché qui ora è naturalmente da intendersi come sineddoche). La critica ha ravvisato gli innumerevoli rimandi stilistici e tematici a Virgilio, mentre Carducci ha parlato di influenza omerica. In ogni caso, sono testimonianze che ben rilevano il gusto neoclassico dell'opera.

#### La parentesi tragica

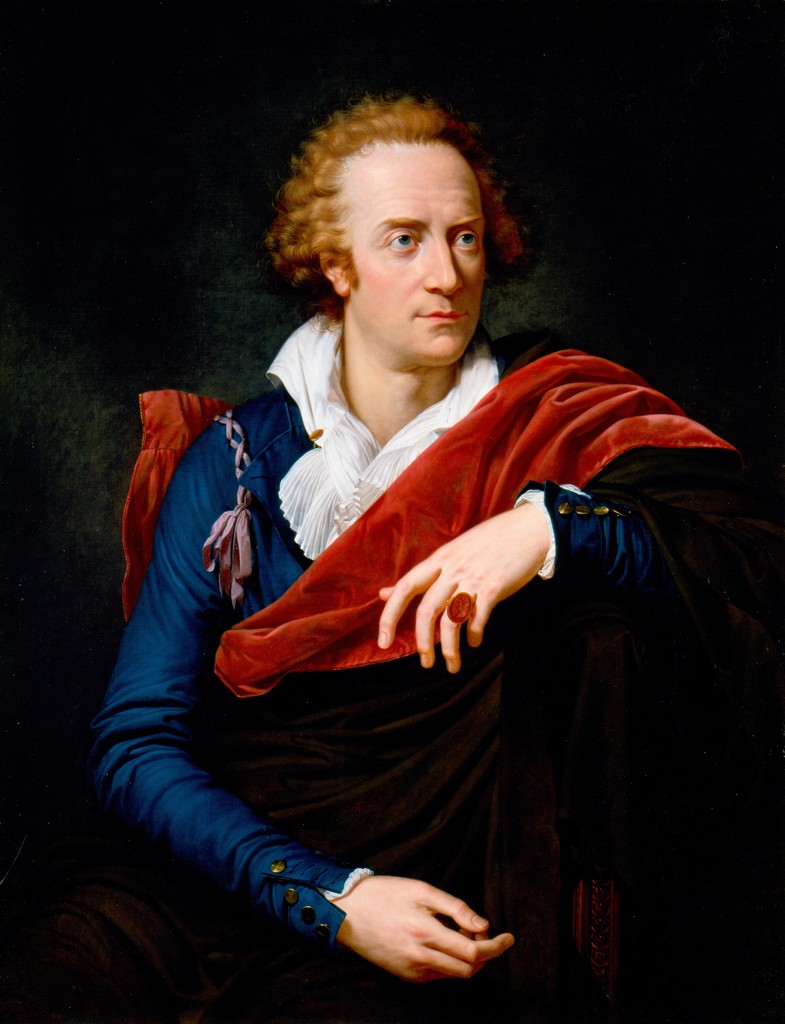
Vittorio Alfieri in un ritratto di Fabre

Tra il maggio del 1781 e quello del 1783 Vittorio Alfieri trascorse il suo secondo soggiorno romano e nell'Urbe fece conoscere alcune delle sue tragedie (sono in particolare gli anni della composizione del Saul, recitato in Arcadia il 3 giugno 1783 alla presenza anche di Monti). Monti, che per Alfieri nutriva un'ammirazione mista a invidia, pensò di virare verso il genere tragico, cercando di soddisfare il pubblico che per opere di questo tipo chiedeva, come ebbe a rilevare Francesco De Sanctis, uno stile che fosse una via di mezzo tra la durezza alfieriana e l'espressività metastasiana.
In questo modo nacque l'Aristodemo, storia dei tormenti di un padre che ha ucciso la figlia per ambizione. La fonte è classica: ci narra la storia in poche righe il greco Pausania, e l'argomento era già stato messo in tragedia nel secolo precedente da Carlo de' Dottori in un'opera che offre alcuni spunti ravvisabili nel testo montiano.
L'opera, rappresentata il 16 gennaio 1787 al Teatro Valle (la prima assoluta risale all'anno precedente, a Parma), riscosse un ampio successo, per quanto non siano poi mancate, in un secondo momento, delle voci critiche. In ogni caso Monti era sempre più protagonista indiscusso della vita letteraria romana. A Parma, inoltre, l'opera fu pubblicata per i tipi di Giambattista Bodoni, editore di prestigio nella città che veniva definita "Atene d'Italia".
Nell'Aristodemo il rimorso è il vero protagonista del testo, in un'atmosfera a metà strada tra il Racconto d'inverno e Delitto e castigo (seppur non allo stesso livello di pathos e di introspezione psicologica, perché Monti è sempre più leggero, anche quando è solenne) e nella compresenza di varie fonti ispiratrici; oltre a Dante, Petrarca o lo stesso Alfieri, sono ravvisabili le sirene del Nord, tali da giustificare la definizione, per l'opera, di "tragedia sepolcrale".
Fu durante una rappresentazione privata dell'opera, nel 1786, che il poeta si invaghì della sedicenne Teresa Pichler, che aveva recitato assieme a lui. Questo fu il preludio alle nozze di cinque anni più tardi.
Sull'onda del successo scrisse ancora due tragedie, una modesta, Galeotto Manfredi (1787), e una di maggior spessore, Caio Gracco,  che ebbe una gestazione più lunga (1788-1800). La commissione del Galeotto fu assegnata al poeta da Costanza Falconieri, che desiderava una vicenda "domestica". La trama è tratta dalle Istorie Fiorentine del Machiavelli, dove si narra di come la moglie di Galeotto, signore di Faenza, e figlia di Bentivoglio, signore di Bologna - corrispondente nella realtà a Francesca Bentivoglio e portata sulla scena con il nome di Matilde -, avesse ordito e portato a compimento nel 1488 un complotto per uccidere il consorte, «o per gelosia, o per essere male dal marito trattata, o per sua cattiva natura». Monti, nell'Avvertimento anteposto al testo, dichiara di aver scelto la prima ipotesi, vista la libertà in cui lo lasciavano le varie teorie di Machiavelli.
In una tessitura che richiama un po' troppo da vicino l'Otello shakespeariano, Monti non manca di fare polemica, nascondendosi nel personaggio del fido Ubaldo, cui fa da contraltare il traditore Zambrino, sotto le cui spoglie si cela Lattanzi, rivale del poeta. Nonostante ci siano quindi accenti veritieri, l'opera non riscosse successo e il poeta stesso la definì mediocre.
Il Caio Gracco, di cui Plutarco è la fonte principale, riscosse grandi apprezzamenti nella prima milanese del 1802, ma già nel 1788 mostrò i primi fermenti giacobini del poeta, poi temporaneamente rinnegati, mentre la Rivoluzione francese era nell'aria. Si notano però anche tendenze patriottiche, nel riconoscimento della comune origine italica, in un anticipo risorgimentale.

#### L'ode introduttiva all'Aminta
Nell'aprile 1788 ci fu una nuova collaborazione con Bodoni, che voleva ristampare l'Aminta di Torquato Tasso in occasione delle nozze della figlia ultimogenita della marchesa Anna Malaspina della Bastia, Giuseppa Amalia, con il conte Artaserse Bajardi di Parma (av. 1765-1812). Bodoni chiese al Monti alcuni versi di dedica dell'opera. Nacque così l'ode Alla marchesa Anna Malaspina della Bastia, dove, oltre alle virtù di bellezza e ingegno della nobildonna, si celebrano i meriti della famiglia Malaspina, che ospitò l'esule Dante nel 1306 e che come tale è rimasta protettrice della poesia, tanto che la marchesa prese sotto la sua ala Carlo Innocenzo Frugoni. Questi è qui paragonato a Pindaro e Orazio, nei consueti toni spropositati che in questo caso, nella denuncia degli imitatori del Frugoni, pare volessero colpire in particolare il poeta Angelo Mazza, che aveva stroncato l'Aristodemo. L'ode, composta in endecasillabi sciolti e pubblicata anonima nel 1789, sovrabbonda di riferimenti mitologici ed eleva l'opera tassesca a emblema dell'amore stesso.

#### Monti reazionario, laBassvilliana
(Bassvilliana, vv. 116-117)

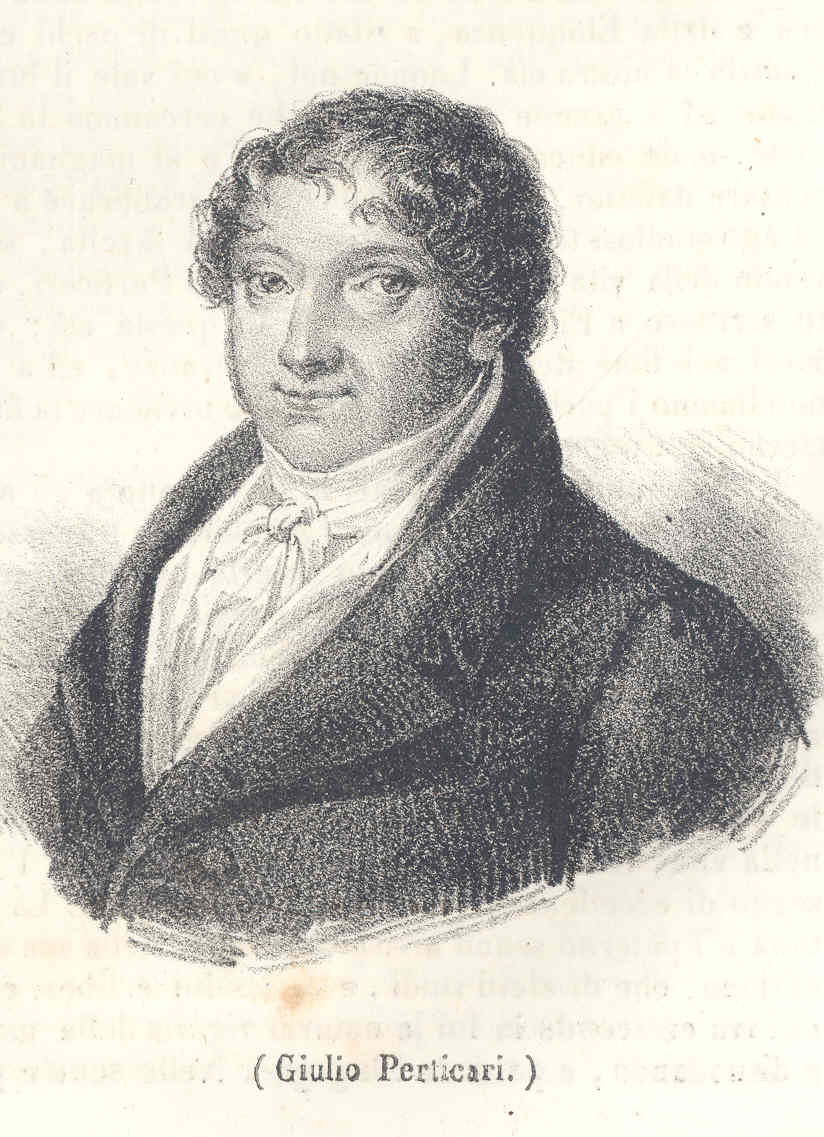
Il conte Giulio Perticari sposò la figlia di Monti nel 1812 e fu per lui un aiuto nello studio oltre che fraterno amico

Il 3 luglio 1791 sposò Teresa Pikler (Roma, 3 giugno 1769 - Milano, 19 maggio 1834), o meglio Pichler figlia di Giovanni Pichler (1734-1791) famoso intagliatore di gemme della città, ma oriundo tirolese, e di Antonia Selli, romana. La celebrazione fu sobria, lontana dai clamori della ribalta, e si tenne nella chiesa di san Lorenzo in Lucina. Dal matrimonio nacquero due figli, Costanza, che poi sposerà il conte Giulio Perticari e coltiverà le lettere entrando anche in Arcadia, e Giovan Francesco (1794-1796), ma quest'ultimo morirà in tenera età. Alla moglie rimase profondamente fedele per il resto dei suoi giorni.
Nel 1793 due artisti lionesi furono arrestati a Roma e rilasciati dal Pontefice. Da Napoli furono inviati due diplomatici francesi quali rappresentanti in missione, Nicolas Hugon detto Bassville (noto come Hugo Basseville), e La Flotte, per ringraziare il Papa. Tuttavia il 14 gennaio 1793 uno di loro, il Basseville, già inviso alla popolazione cattolica, uscì nella pubblica via esibendo il simbolo dei rivoluzionari francesi, la coccarda, stimolando la reazione della folla e subendo il linciaggio. Le guardie pontificie misero La Flotte in salvo, mentre Bassville, colpito alla gola e sottratto alla folla, morì poche ore dopo, pentendosi e confessandosi. L'episodio esaltò gli impulsi antirivoluzionari che si agitavano in Italia e in particolar modo a Roma. Una miriade di opere fu composta per sottolineare la divina punizione cui la sacrilega Francia era andata incontro. La voce più alta la leva Monti nella celebre Cantica in morte di Ugo di Basseville (1793), più comunemente nota come Bassvilliana, composta tra il gennaio e l'agosto di quell'anno. Senza contraddire le proprie basi arcadiche, il poeta traspone i ghiribizzi del suo stile elevato ed etereo in un componimento che ha una portata certamente maggiore rispetto a quelli precedenti. Il successo è immediato, tanto da portare a 18 edizioni nel giro di sei mesi.
Il modello della Bassvilliana, scritta in terzine e in terza rima, è certamente dantesco, ma non manca l'influenza, a livello schematico, della Messiade di Klopstock, che in quegli anni aveva anche pensato di tradurre dal francese (essendo privo di conoscenze del tedesco). Nel nostro «lungo e sproporzionato poema», un angelo preleva a Roma l'anima del Bassville appena spirato e la porta in terra di Francia, mostrandole i disastri causati dalla Rivoluzione, e provocandone un pianto dirotto alla vista dell'uccisione di Luigi XVI (21 gennaio 1793). 

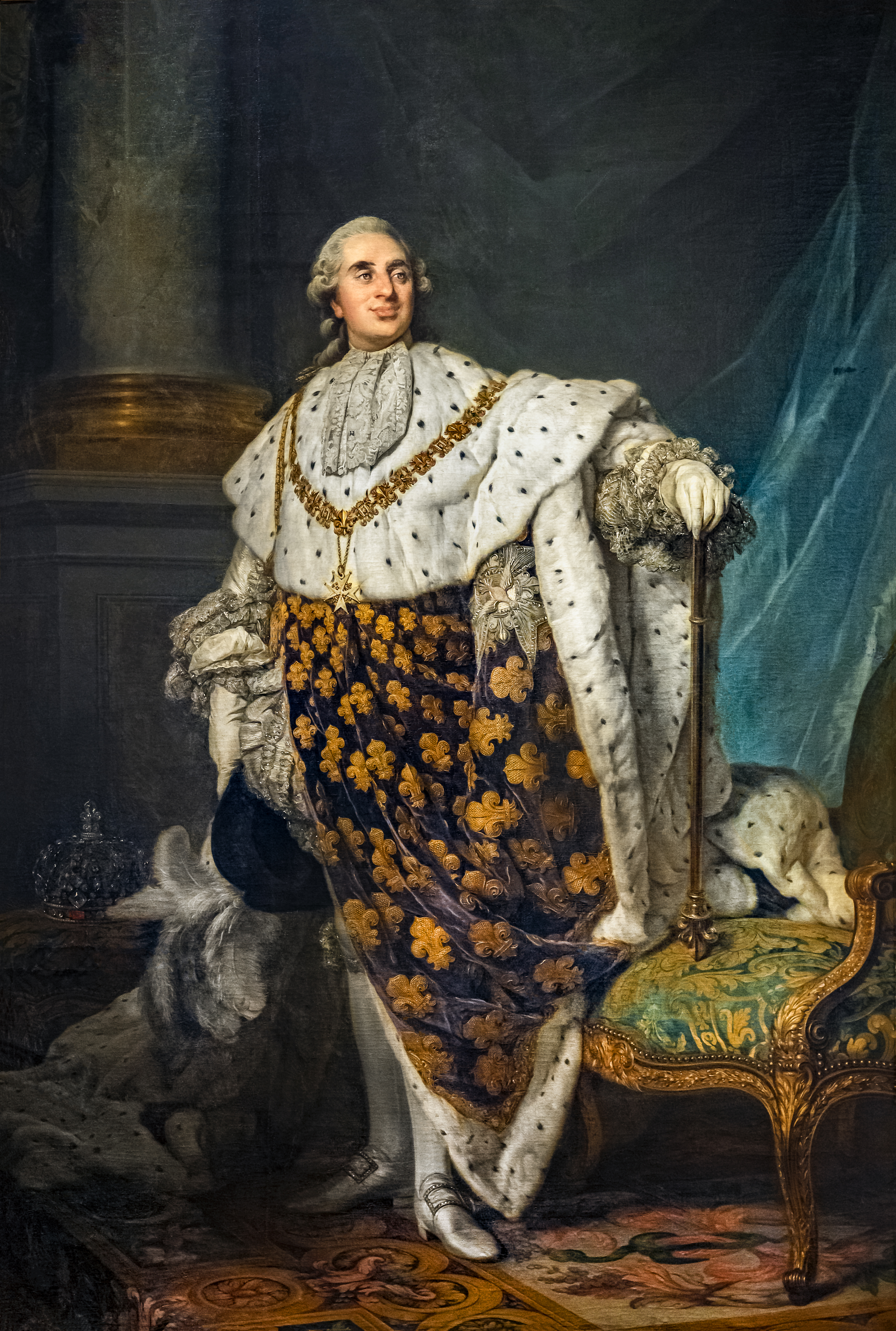
Luigi XVI di Francia

Vengono attaccati gli illuministi più famosi, le cui ombre appaiono come avversari (Voltaire, Diderot, Rousseau, d'Holbach, Bayle...) mentre il re, raffigurato come un santo martire, concede il perdono a Basseville. Il poema piacque al mondo cattolico reazionario e controrivoluzionario. Monti tuttavia, probabilmente già dubbioso e incline a cambiare il proprio pensiero (come avrebbe fatto appena due anni dopo), si fermò al quarto Canto, e passò alla composizione di un'opera più incline ai suoi favoleggiamenti mitici, La Musogonia (1793-1797, in ottave), lasciata anch'essa a metà e foriera di spunti per le opere non lontane di Manzoni (Urania) e Foscolo (Le Grazie).
Indicativa è la chiusa del poema, modificata più volte, indirizzata prima a Francesco II d'Austria e poi a Napoleone, cui si chiede di intercedere per l'Italia. Monti non ebbe mai tentennamenti nel proprio attaccamento alla patria, anche se si volse a diversi "protettori" a seconda dei momenti storici.

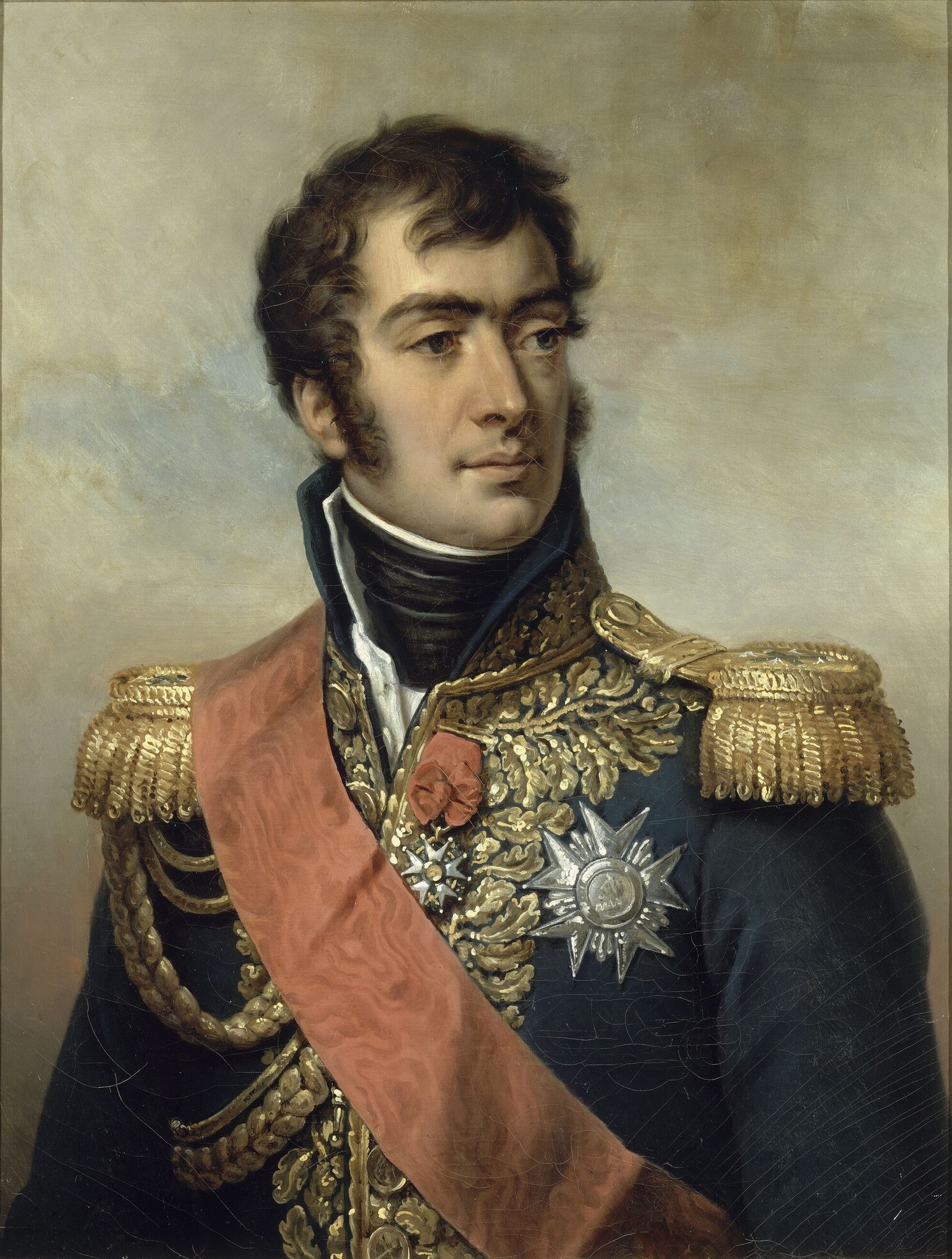
Il Maresciallo Auguste de Marmont

Già in odore di simpatie rivoluzionarie, in procinto di aderire alle idee illuministe e giacobine che poco prima deprecava, cercò di trovare pace nel completamento di un'ode già iniziata nel 1792, Invito di un solitario ad un cittadino, chiaramente debitrice della commedia shakespeariana Come vi piace. Questo componimento montiano segue lo schema dell'ode saffica, variandone leggermente le caratteristiche; manca infatti la cesura di quinta negli endecasillabi, mentre il verso conclusivo delle strofe è un settenario e non un quinario. Nell'ode un imprecisato abitatore delle campagne invita un altrettanto anonimo cittadino a fuggire dalle preoccupazioni della corte e dei suoi intrighi, per rifugiarsi in un mondo bucolico dove regna la pace e dove i soli timori sono quelli causati dal cambiamento delle stagioni. In questa ricerca di pace, forse, è ravvisabile il vero Monti.
Inizialmente quindi su posizioni contrarie alla rivoluzione francese, che trovarono spazio anche ne La Feroniade e ne La Musogonia (nello stesso Invito Napoleone è avvertito come minaccia), Monti diede tuttavia presto spazio nuovamente allo spirito che spesso lo contraddistinse: appoggiare il più forte per salvare la pelle. Gli sconvolgimenti politici e l'ormai evidente affermazione di Napoleone (1796) lo portarono a schierarsi dalla sua parte e ad accogliere nella sua casa romana il maresciallo Marmont, che era giunto nell'Urbe per ratificare i patti di Tolentino con cui si umiliava la figura del pontefice. Scrisse anche in questo periodo un sonetto anonimo, Contro la Chiesa dei Papi, in cui preconizza la giusta punizione per una Istituzione che si era allontanata dal proprio spirito originario.
Il Monti, che pure nel frattempo continuava a tenere il piede in due staffe (era ancora stipendiato dalla corte del Papa e cercava di mantenerne i favori fino alla fine), si vide costretto ad abbandonare Roma, dove troppi ormai sarebbero stati i rischi. Fu così che nella notte del 3 marzo 1797 fuggì nella carrozza di Marmont alla volta di Firenze.

### Il periodo milanese

#### L'ardore giacobino: IlPrometeo
Libertà, santa dea.»
(Il fanatismo, vv. 1-2)
Dopo un breve soggiorno fiorentino, dove fu bene accolto e recitò con gran clamore il primo canto del Prometeo nel salotto della marchesa Venturi, e dopo essere passato per Bologna (dove conobbe Foscolo, con cui fu legato da profonda amicizia, e dove lo raggiunsero la moglie e la figlia) e Venezia, il 18 luglio 1797, solo pochi giorni dopo la proclamazione della costituzione della Repubblica Cisalpina, egli giunse a Milano. Il momento è opportuno per un voltafaccia: in modo da cancellare il ricordo della Bassvilliana scrisse tre poemetti in terzine dantesche per rinnegarla (Il Fanatismo, La Superstizione e Il Pericolo, dove divinizza Napoleone ma ancor più si scaglia contro i suoi antichi protettori) e soprattutto il Prometeo, dedicato a Napoleone e rimasto incompiuto all'inizio del quarto canto. Queste opere sono strettamente contemporanee alla lettera inviata da Bologna il 18 giugno 1797 a Francesco Saverio Salfi, in cui Monti cercava di giustificare le proprie scelte passate dicendo di non aver avuto libertà d'opinione. L'autoumiliazione arrivò fino a definire la propria Bassvilliana "miserabile rapsodia".

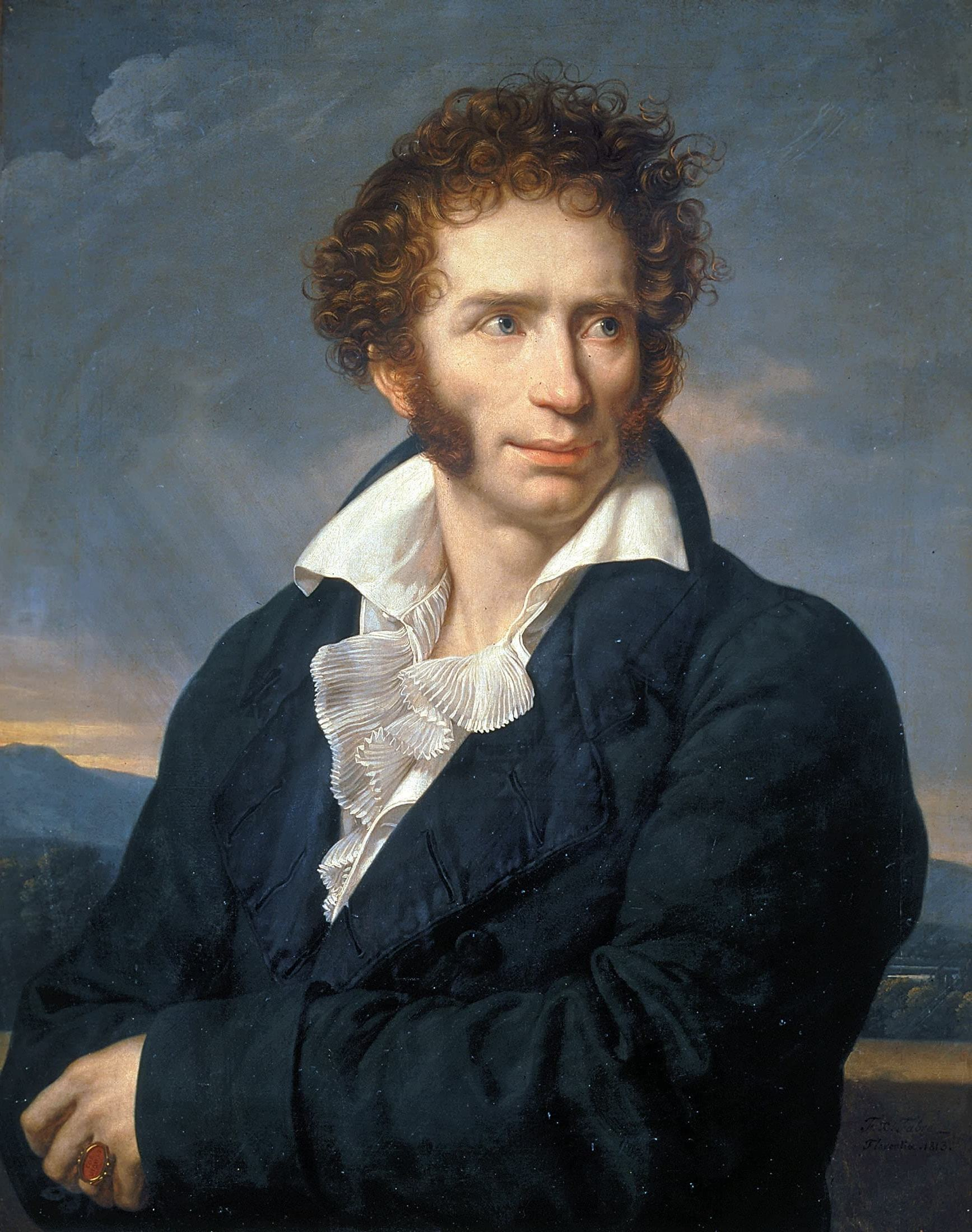
A Bologna conobbe Foscolo, cui fu legato, soprattutto nei primi anni, da stima reciproca e da affinità letteraria

Il Prometeo fu il primo testo di un grande ciclo di opere volte a celebrare l'epopea napoleonica, quasi quindi un'introduzione della medesima. Si tratta forse dell'opera montiana più famosa, e il Còrso vi viene esaltato anche oltre i consueti eccessi del poeta romagnolo. Il personaggio del mito viene paragonato, nella dedica, al Bonaparte; come quello si ribellò a Giove e portò il fuoco agli uomini, così questi si rivoltò contro i potenti della terra per dispensare libertà. Si immagina, nel testo, che Prometeo, accompagnato dal fratello Epimeteo, vada tra i popoli profetizzando la venuta di Napoleone, e scenda fin nell'Erebo ad annunciare la notizia.
La consueta felicità artistica non si coniuga, in quest'opera, come nelle altre, con una coerenza strutturale, e soprattutto il protagonista pare inconsistente e privato della drammaticità che ci aveva restituito Eschilo.
L'arrivo del Bonaparte è visto da Monti in questa fase come unica speranza perché l'Italia trovi coesione interna e libertà. Napoleone diviene pari a un Dio dell'Antichità, senza rivali degni in terra. Così anche senza pietà il Monti trasforma gli elogi di cui aveva ricoperto il Papa e il re in altrettanto forti vituperi (rispettivamente in un sonetto e in un inno). Elogi senza freno emergono dalla canzone Per il congresso di Udine, sempre del 1797, dove Napoleone è il "Prometeo nuovo", ancora una volta. Persino l'onta di Campoformio, che tanto indignò Foscolo, lo porta, in una canzonetta metastasiana dal titolo La pace di Campoformio, a scusare il tradimento in quanto, almeno, è giunta la pace.
Il 21 gennaio 1799 (ricorrenza della morte del re di Francia) avvenne la prima assoluta al Teatro alla Scala di Milano del suo Inno per l'anniversario della caduta di Luigi XVI con la musica di Ambrogio Minoja. Il 16 ottobre 1799, anniversario dell'esecuzione della regina Maria Antonietta, i giacobini bruciarono alcuni libri "reazionari" tra cui la costituzione papale Unigenitus Dei Filius (1713) e il Corpus Iuris Canonici sotto l'Albero della Libertà di Milano: Monti in persona gettò nel fuoco anche una copia della Bassvilliana, come ultimo atto della sua ritrattazione.

#### I contrasti
In questo periodo Monti subì attacchi da più parti. Il 13 febbraio 1798 Giuseppe Lattanzi, poeta romano e suo nemico giurato da tempo, aveva sottoposto al Gran Consiglio una legge secondo cui non avrebbe potuto ricoprire cariche pubbliche chi avesse pubblicato opere antirivoluzionarie dopo il settembre 1792, il che avrebbe precluso ogni carriera diplomatica all'autore della Bassvilliana. La legge fu approvata, ma per fortuna del Monti rimase lettera morta, e questi poté quindi diventare addetto alla Segreteria del Direttorio al dipartimento dell'Estero e dell'Interno della Cisalpina. Siccome le invettive contro Monti continuavano, intervenne nella diatriba Foscolo, con uno scritto in sua difesa. Anche per opera dell'Appiani e di altri, la contesa si sedò infine nel giro di qualche mese.

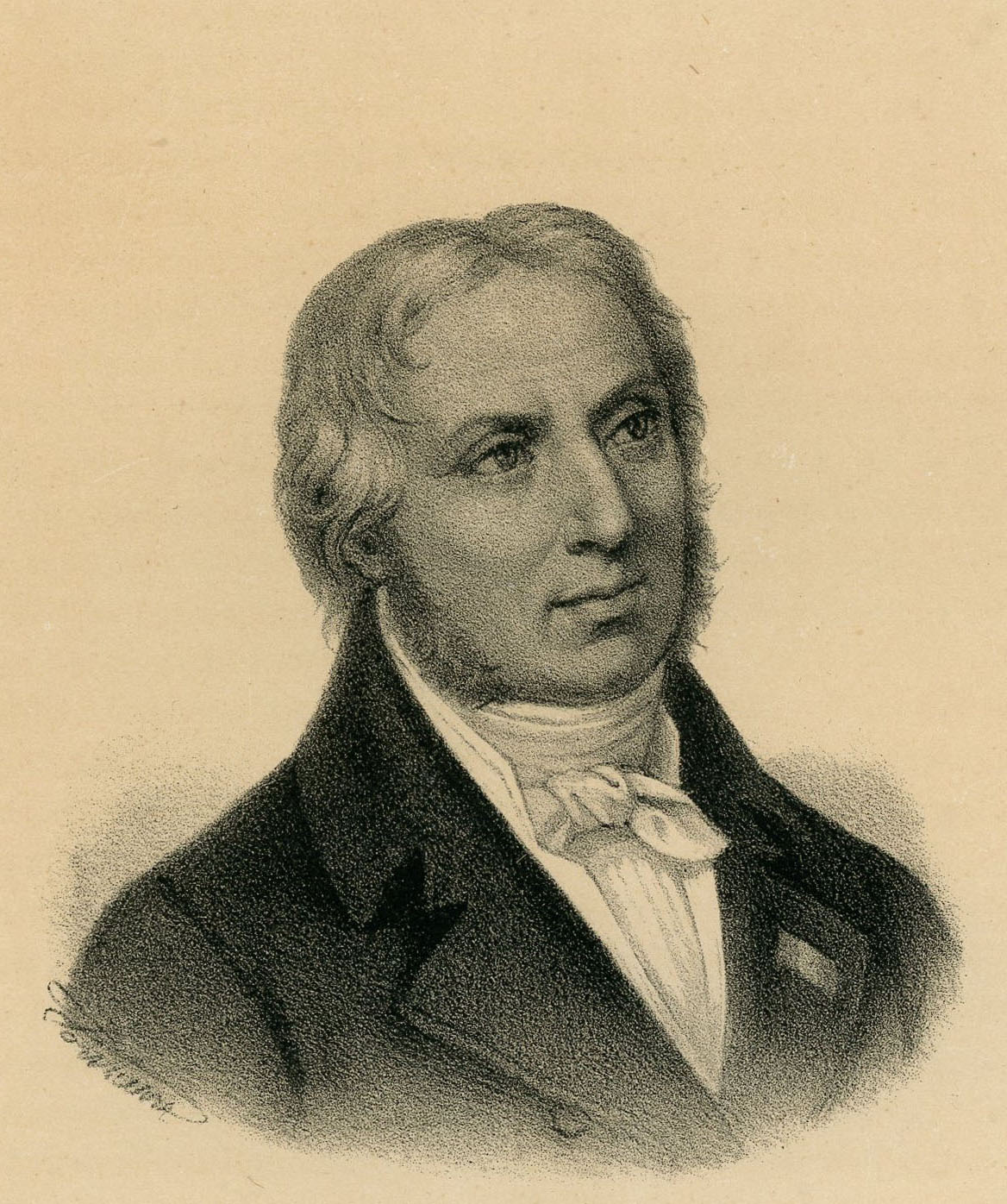
Litografia del 1864 ritraente Vincenzo Monti

Per tutta la vita il carattere di Monti fu assai bilioso, ed egli si impegnò in innumerevoli contese letterarie, salvo spesso riconciliarsi con i suoi avversari, secondo il suo ormai ben noto carattere, e secondo l'autodefinizione di Irasci celerem, tamen ut placabilis essem (cioè "Veloce all'ira, altrettanto alla riconciliazione") contenuta nella Proposta descritta più sotto.
Tra tutti, il bersaglio preferito fu Francesco Gianni, ma non si dimentichino Saverio Bettinelli e altri il cui nome resiste oggi solo grazie a queste beghe di basso livello. Sarebbe stato assai più saggio, disse Pietro Giordani, tacere, lasciando così cadere nell'oblio avversari che tentavano solo di godere di una fama altrimenti impossibile. Ma Monti era «un idrofobo — bofonchiava, il 7 agosto 1816, un Angelo Anelli da Desenzano — bisogna compiangerlo, stargli lontano, e quando si accosta per mordere, difendersi, per non essere offesi, a spada tratta», e più di tutti lo stroncò Vincenzo Cuoco, che, nel suo Platone in Italia, lo definì divorato dalla bile.
Anche il rapporto con Foscolo andò deteriorando, a partire dal momento in cui questi criticò aspramente la Palingenesi politica (vedere sotto) nelle lettere a Isabella Teotochi Albrizzi. L'anno successivo, nel 1810, litigarono per futili motivi in casa del ministro Antonio Veneri, e anche dall'Inghilterra il poeta zacintio si fece sentire, collaborando a un Essay di John Cam Hobhouse, dove il Monti è condannato come adulatore spudorato e senza principi. Probabilmente giocò un ruolo anche la possibile relazione sentimentale che si diceva esserci tra il giovane Foscolo e la moglie di Monti, Teresa.

#### La fuga in Francia

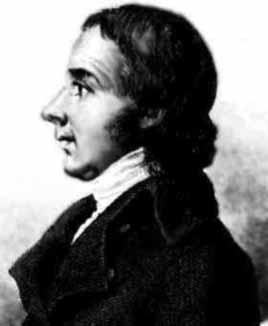
Lorenzo Mascheroni

Tornati gli austriaci a Milano nel corso della campagna d'Egitto, si aprì la serie delle vendette contro i promotori della Rivoluzione. Coloro che non furono deportati scapparono. Fra questi era Monti, che intraprese un'avventurosa fuga, con pochi denari in tasca, attraverso il Piemonte per giungere a Chambéry, dove condivise le ultime cinque lire con un povero, dimostrando sostanziale bontà d'animo. Qui lo raggiunsero la moglie e la figlia, e insieme arrivarono a Parigi. Nella capitale francese il poeta soffrì per l'oblio nel quale era caduto, e rimpianse la patria lontana. Rese l'esilio meno duro l'amicizia con alcuni valenti uomini di cultura.
Al periodo parigino risale la Mascheroniana, opera in cinque canti in terzine sulla falsariga della Bassvilliana, rimasta incompleta e scritta in occasione della morte dell'amico scrittore, sacerdote e naturalista illuminista Lorenzo Mascheroni, avvenuta il 14 luglio 1800. Il poema svela un Monti moderato, quindi più autentico, deluso sia dai primi che dai secondi entusiasmi, ossia la corte papale e Napoleone, per quanto non manchi la lode a quest'ultimo, dispensatore di pace. Tuttavia l'ispirazione non raggiunge le vette dell'opera-modello, e nelle vicende post mortem di Mascheroni, in un Paradiso immobile abitato da alcune anime a lui culturalmente affini (quali Pietro Verri, Parini, Spallanzani, Beccaria), si avverte uno stridore con il contesto storico che mal si adattava a vagheggiamenti astratti. Ci si duole delle sorti italiche, ma in una situazione astratta, cui a torto si è paragonata l'opera dantesca, perché qui non vi è nulla di soprannaturale. Non mancano tuttavia belle pagine, come quelle dedicate a Parini.
In ogni caso, in una lettera Stendhal raccontò come molti anni dopo, a Milano, durante un pranzo in casa di Ludovico di Breme Byron fosse rimasto estasiato nell'ascolto dei versi montiani, segno che la pulizia delle immagini e lo stile classicheggiante continuavano a sostenere il poeta, frutto di un'innata vena lirica.

#### Il ritorno in patria
Quando Napoleone riprese il controllo della Cisalpina, Monti si lasciò andare ad una canzonetta entusiasta, preludio a un prossimo ritorno in Italia e sincero giubilo per le sorti dell'amata patria: si tratta di Per la liberazione dell'Italia, uno dei suoi componimenti più popolari.
Dopo la battaglia di Marengo, del 14 giugno 1800 Monti si vide infine premiato, e Napoleone ne fece il proprio aedo, il proprio poeta di corte, assegnandogli anche la cattedra di Eloquenza presso l'Università degli Studi di Pavia, che il 25 giugno 1800 fece riaprire dopo la chiusura imposta dagli Austro-Russi. Monti inizierà l'insegnamento solo nel 1802, in quanto decise di rimanere ancora qualche mese in Francia, dove completò l'ultima tragedia, il Caio Gracco, e dove terminò la traduzione de La pucelle d'Orléans di Voltaire.

#### All'Università di Pavia

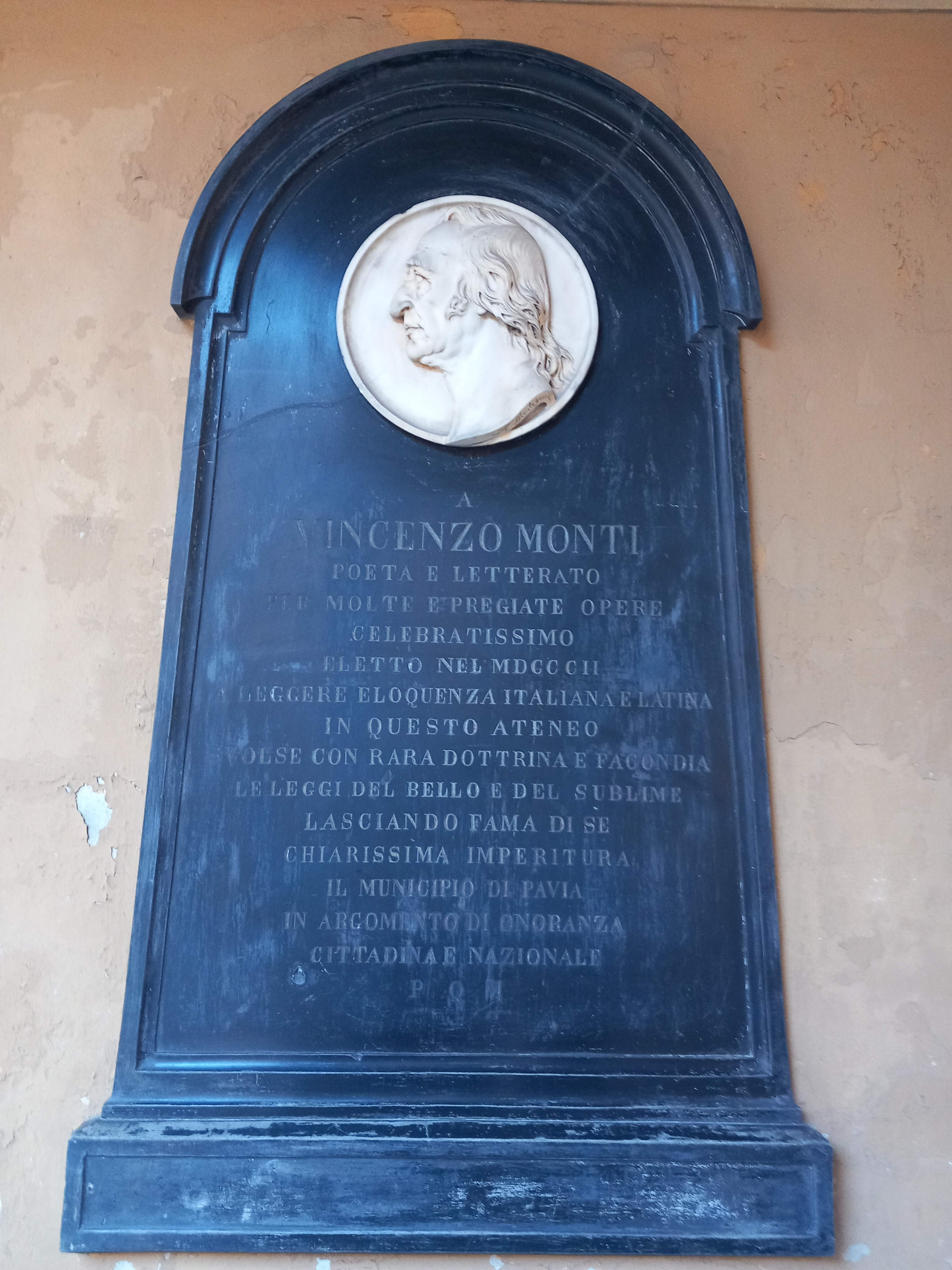
Lapide al'interno dell'ateneo

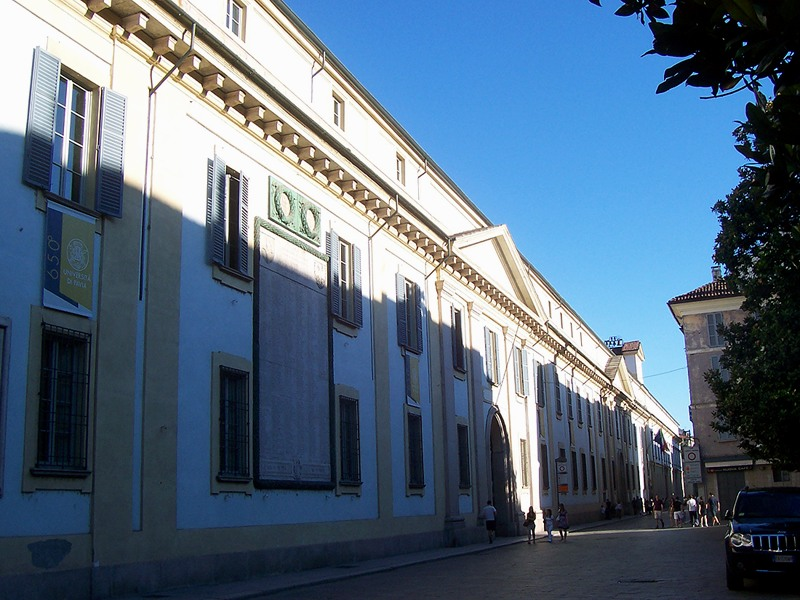
L'Università di Pavia dove Monti insegnò tra il 1802 e il 1804

Nel 1802 Monti si insedia all'Università degli Studi di Pavia con la prolusione del 24 marzo, e vi tiene lezioni tra il 1802 e il novembre 1804, ricevendo in seguito la nomina di poeta del governo italico. In questo periodo delle lezioni pavesi Monti si discosta nettamente dai giovanili ardori per i moderni di marca illuminista. Nelle sue lezioni la capacità di "invenzione", in pratica l'originalità, è accordata solo agli antichi. Il "progresso" concerne le sole scienze; nella poesia non si ha progresso, semmai "regresso" poiché i suoi elementi furono già interamente scoperti dagli antichi.
Di questo magistero pavese ben poco ci è giunto: Monti ricevette numerose censure, oltre all'impedimento della stampa degli ultimi due capitoli della Mascheroniana, pubblicati solo postumi. Questo Monti censurato ci appare distante da quello voluto da De Sanctis, "segretario dell'opinione dominante"; se il governo dovette ripetutamente impedirne gli scritti, è palmare che Monti non ne promuoveva gli interessi. Dunque neanche esatto è definire Monti come "poeta del consenso".
Delle lezioni pavesi ne sono pervenute solo nove e il frammento di una decima. La lezione VI è consacrata a Socrate (anche la V gli era stata dedicata) e risponde all'obiettivo di promuovere modelli ideologico-letterari "convenienti". Monti scarta Demostene, nonostante sia un classico giudicato come "modello di eloquenza": ciò perché lo ritiene inadatto ad essere proposto alla meditazione degli allievi. La sua eloquenza gli appare quasi tutta deliberativa e politica, "pericolosa" per l'attuale forma di stato: non più una "turbolenta democrazia" ma una "tranquilla e temperata repubblica". "Non più di Demosteni c'è bisogno, ma di Socrati".
Nel 1804 fu sostituito da Luigi Ferretti, cui non risparmiò polemiche, e sulla cattedra nel 1808 si insediò Ugo Foscolo, che fu subito allontanato per le sue posizioni anti-napoleoniche.

#### L'aedo di Napoleone

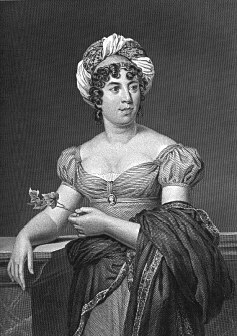
Madame de Staël

Alla fine del 1804 il Nostro fece una nuova importante conoscenza. Il 30 dicembre giunse a Milano Madame de Staël, accompagnata dai tre figli e dal loro precettore, Friedrich Schlegel. Mandato un invito a Monti, si conobbero il giorno dopo: si legarono subito di una forte amicizia, testimoniata dalla fitta corrispondenza del periodo successivo, e dalla visita che il poeta farà alla donna a Coppet nel novembre 1805.
Dopo che Napoleone s'incoronò Re d'Italia nel 1805 Monti divenne Istoriografo del Regno e poeta ufficiale di corte, percependo 6000 zecchini annui. Fu anche insignito della Legion d'Onore. Compose molte opere inneggianti a Bonaparte, alle sue vittorie e alla sua politica. L'incoronazione fu il motivo de Il beneficio (1805), commissionato dal governo e sorta di investitura a poeta cortigiano, in cui richiama dall'oltretomba lo spirito di alcuni grandi italiani (tra questi Dante) che individuano nel nuovo re l'unica salvezza. Bodoni ne curò quattro edizioni a spese del governo, fra cui una in folio.
Sopra tutti famoso è il poema Il Bardo della Selva nera (1806), scritto di ritorno da un viaggio in Germania dove aveva fatto parte della delegazione congratulatasi con Napoleone per i recenti successi. Monti tenne fede alla tradizione di lasciare le opere incompiute, e anche qui si fermò, stavolta al principio del canto ottavo. L'opera si ispirò a un testo del poeta sepolcrale inglese Thomas Gray, intitolata appunto Il Bardo.

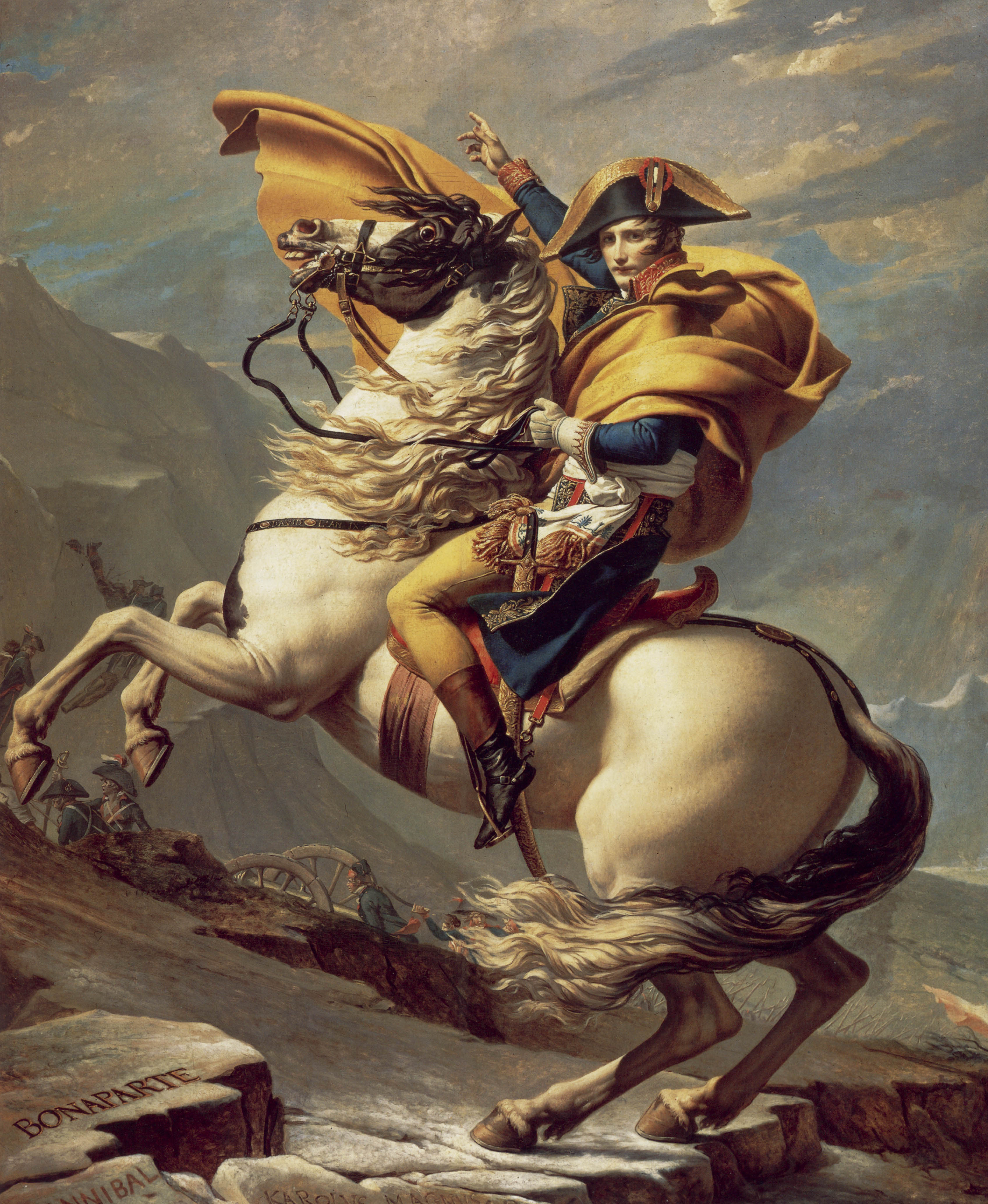
Jacques-Louis David, Napoleone attraversa il passo del Gran San Bernardo, olio su tela, 1800

Gli otto canti (dei quali i primi quattro in versi sciolti e i rimanenti in ottave) volevano cominciare un'opera di elogio totale a Napoleone, di cui si dovevano celebrare tutte le gesta. In questo senso si può leggere la fatica di cui Monti ci dà notizia al principio dell'anno: "[..]un lungo e grande lavoro che mi tiene occupato giorno e notte e Dio sa quando potrò terminarlo [..] ho intrapreso un poema, il cui piano abbraccia tutte le imprese di questo grand'uomo. Ora vedete se ne ho per un pezzo".
La storia si apre sulla discesa del Bardo Ullino, assieme alla figlia Malvina (sono tutti nomi ossianeschi), verso i resti del campo di battaglia di Albeck, dove il combattimento è appena finito. Qui salvano un giovane ferito, Terigi, e gli danno rifugio. Terigi e Malvina si innamorano, e il soldato comincia a narrare le proprie vicende celebrando il Bonaparte. Tuttavia fa solo in tempo a riportare il successo di Albeck e ad accennare a quello di Austerlitz, perché poi l'opera si interrompe.

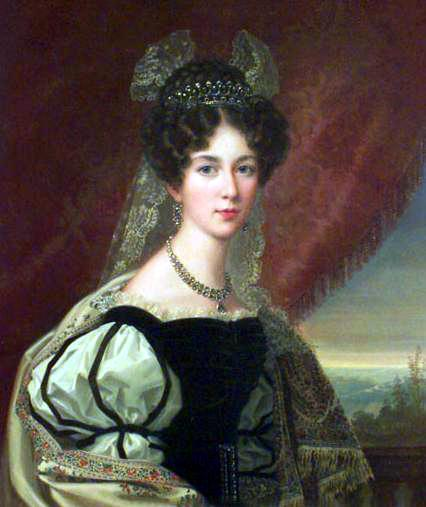
Giuseppina di Leuchtenberg andò sposa al re Oscar I di Svezia

Il poema rimane un abbozzo, e sembra quasi un'accozzaglia di cose che gravitano attorno ad un intreccio amoroso che poco aveva a che spartire con l'intenzione dell'opera. Tuttavia, come sempre, si possono cogliere pregi in singoli passaggi, e la variazione di metro dimostra una volta di più come Monti fosse "davvero il Signore d'ogni metro e d'ogni forma". Del resto, l'opera piacque a Napoleone, che solo si dolse di non comprendere appieno la lingua italiana per gustarne le meraviglie poetiche.
Nel 1782 fu iniziato in Massoneria nella Loggia "La Sincera" di Forlì. Divenne poi membro della Loggia Reale Amalia Augusta di Brescia, la stessa loggia di Ugo Foscolo, il 5 ottobre 1806, giorno in cui è ufficialmente costituita la loggia massonica Reale Eugenio a Milano, Vincenzo Monti vi recita la cantata L'Asilo della Verità.
Quando Napoleone vendicò in Prussia le sconfitte contro Federico II, il poeta diede alla luce il breve componimento La spada di Federico II, dove, nel rispetto del vinto sovrano ma sempre nell'adulazione esagerata di Napoleone, il Còrso impugna la spada del nemico e la porta in patria per consegnarla al Palazzo degli Invalidi.
L'ode In occasione del parto della vice-regina d'Italia risale al marzo del 1807 e celebra la nascita di Giuseppina, figlia primogenita di Eugenio di Beauharnais (che Napoleone adottò come figlio e fece viceré) e della sua sposa Augusta Amalia, bavarese. Si intrecciano, al solito, riferimenti mitologici e storici, in una struttura che piacque ad Alessandro Manzoni ma fu implicitamente derisa da Ugo Foscolo.
C'è ancora spazio per La Palingenesi politica, poemetto nel quale Foscolo ha visto una derivazione dalla Pronea di Melchiorre Cesarotti, e che non ha mancato di definire "delirio". Qui, come Dio ha dato ordine alle cose, così dal caos politico si giunge, per merito dell'imperatore, all'unità delle nazioni (esattamente come avviene nel testo cesarottiano).
Non c'è più freno all'adulazione né capacità di sganciarsi dalle trite apparizioni o dalle ritrite immagini mitologiche. Monti sembra aver smarrito la vena fantastica, forse anche per la difficoltà a sostenere un idolo al quale non sapeva più bene cosa dire. Le propaggini epigonali dell'epopea sono del 1810, La Ierogamia in Creta (in occasione delle nozze viennesi di Napoleone con Maria Luisa), e del 1811, l'anacreontica (barbara come l'Invito descritto sopra) Le api panacridi in Alvisopoli, scritta su commissione del senatore del regno Alvise Mocenigo per celebrare la nascita di Napoleone Francesco, definito "re di Roma", che, pur piacendo a Pietro Giordani, confermò una stanchezza che sembrava irreversibile, ma che ben presto mostrò altri risvolti, non appena Monti si affrancò dal posticcio ruolo di poeta cesareo.

#### Il traduttore
(Ugo Foscolo)
I migliori risultati poetici del Monti sono in realtà costituiti dalle traduzioni, laddove non è frenato dall'esigenza di celebrare o adulare smodatamente, sicché può liberamente mettere in mostra il suo talento dialettico e formale, la sua eleganza compositiva: tra il 1798 e 1799, in una fase di profondo distacco dal suo passato papalino, cura la traduzione in ottave dell'irriverente poema satirico di Voltaire La Pucelle d'Orléans, sulle vicende di Giovanna d'Arco, in chiave sorprendentemente comica e piena di ritmo (il lavoro sarà poi pubblicato postumo nel 1878).

Un'altra prova di virtuosismo è costituita dalla versione delle Satire di Persio (1803), ma è la traduzione dell'Iliade in endecasillabi sciolti, terminata e pubblicata nel 1810, il suo vero capolavoro. 

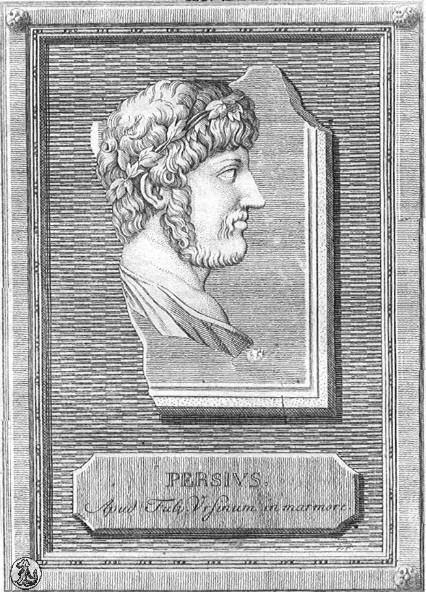
Tradusse anche le Satire di Persio, qui ritratto

Sin dai primi anni il testo fu per Monti un'ossessione, e già molto tempo addietro, tra il 1788 e il 1790, aveva fatto una traduzione di alcuni canti. Originariamente, aveva adottato l'ottava, che utilizzò per recitare i canti I e VIII in Arcadia, ma nel 1806 optò definitivamente per l'endecasillabo sciolto, in cui, come detto, fu eseguita la traduzione completa.
Essa non offre sempre un'immagine fedele del testo omerico, ma un suo travestimento in equilibrate forme neoclassiche. Il mondo eroico è rappresentato con continui effetti trionfali, i sentimenti dei personaggi si arricchiscono di sfumature intimiste e malinconiche. Una traduzione che pare costruita sulla misura dell'Italia napoleonica, tra gli echi delle guerre europee e lo spirito militare che penetrava anche nell'Italia prerisorgimentale. Monti, pur conoscendo relativamente il greco, non lo padroneggiava di certo al punto da intendere l'originale. Per questo è ancor più sorprendente il risultato ottenuto; Monti ebbe la capacità di cogliere lo spirito originario dell'opera, e così poté mirabilmente restituirlo. Essendo un'opera di diletto, lontana da scadenze temporali o esigenze encomiastiche, il poeta seppe sguazzarvici, forte di un animo molto a proprio agio quando ha a che fare con le vicende mitologiche, a tal punto che la poesia omerica si illumina per mezzo dell'arte montiana. Celeberrimo è il proemio:
l'ira funesta, che infiniti addusse

lutti agli Achei, molte anzi tempo all'Orco

generose travolse alme d'eroi,

e di cani e d'augelli orrido pasto

lor salme abbandonò (così di Giove

l’alto consiglio s'adempia), da quando

primamente disgiunse aspra contesa

il re de' prodi Atrìde e il divo Achille.»
(Iliade (Monti))
Si è molto discusso su quali siano stati i modelli, ma pare che a predominare sia stata la versione latina di Raimondo Cunich, e che una loro importanza abbiano rivestito quelle di Anton Maria Salvini e Melchiorre Cesarotti.
Il Monti diede alla luce, vivente, altre tre edizioni, nel 1812, nel 1820 e nel 1825, tre anni prima di morire.
Negli ultimi anni tradusse anche, per necessità economiche, frammenti dal Filottete sofocleo, esametri latini dell'amico Dionigi Strocchi e parti della Tunisiade del prelato ungherese Giovanni Ladislao Pyrker.

#### Gli ultimi anni
Il 23 gennaio 1812 fu eletto socio dell'Accademia della Crusca.

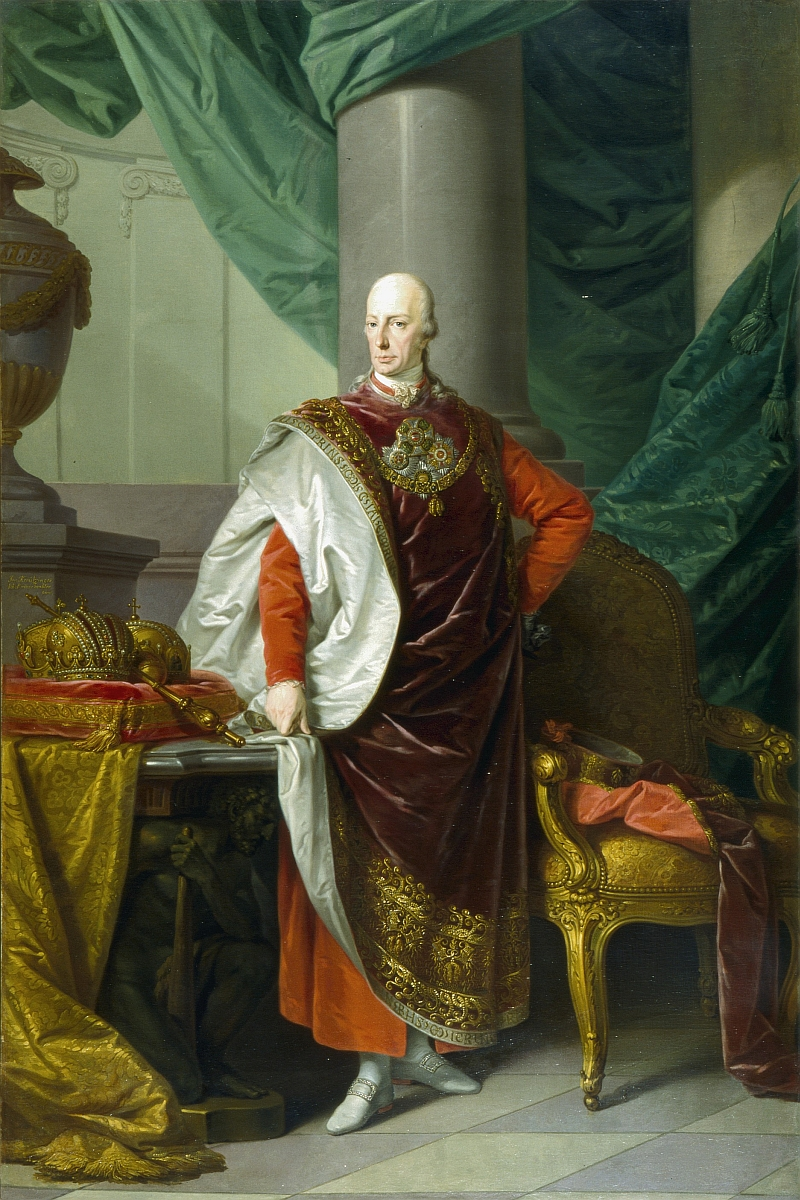
Ritratto dell'imperatore Francesco I d'Asburgo-Lorena con le vesti dell'Ordine del Toson d'oro di Joseph Kreutzinger (Museo di Salisburgo). Monti divenne sostenitore degli austriaci dopo la fine dell'epoca napoleonica.

Dopo la sconfitta di Napoleone, Monti non si fece scrupoli nel dedicare pari lodi al nuovo sovrano, l'imperatore d'Austria e Re del Lombardo-Veneto Francesco I, e ne fu ricompensato conservando il ruolo di poeta di corte, anche se gli zecchini annui si ridussero a 1200. Ci fu tuttavia minore entusiasmo, e tutto ciò che partorì furono due azioni drammatiche rappresentate alla Scala, rispettivamente il 15 maggio 1815 e il 6 gennaio 1816, intitolate Il mistico omaggio e Il ritorno di Astrea.
Il Monti di questi anni rivendica il merito di una "riforma" letteraria intervenuta nel ventennio tra la Bassvilliana e la sua traduzione dell'Iliade, passando per la Mascheroniana; una ripresa dello studio dei classici, e di Dante. Lo afferma in una lettera del 1815, rispondendo all'invito di scrivere lui una prefazione alla Biblioteca Italiana, periodico voluto dall'Austria.
Nella lettera dice anche che due ostacoli lo disturbano: la parte scientifica, per la quale ha bisogno che "altri gli forniscano il materiale", e il suo riconoscersi come personaggio fondamentale per la letteratura di allora, e quindi la prospettiva di ritrovarsi a parlare di sé stesso nella prefazione (non volendosi dare meriti altrui ma nemmeno omettere ciò di cui si crede meritevole). Importante è la parola "Riforma", che veniva utilizzata in origine per il Neoclassicismo; ma Monti fa partire questa riforma dal 1793 (il Neoclassicismo nasce secondo Carducci con la pace di Aquisgrana nel 1748 e per gli studiosi più recenti con le scoperte di Pompei e gli scritti di Winckelmann) e la fa concludere al più tardi nel 1812; la descrive come riforma esclusivamente letteraria e quindi in niente debitrice a Winckelmann, alle arti, all'archeologia.

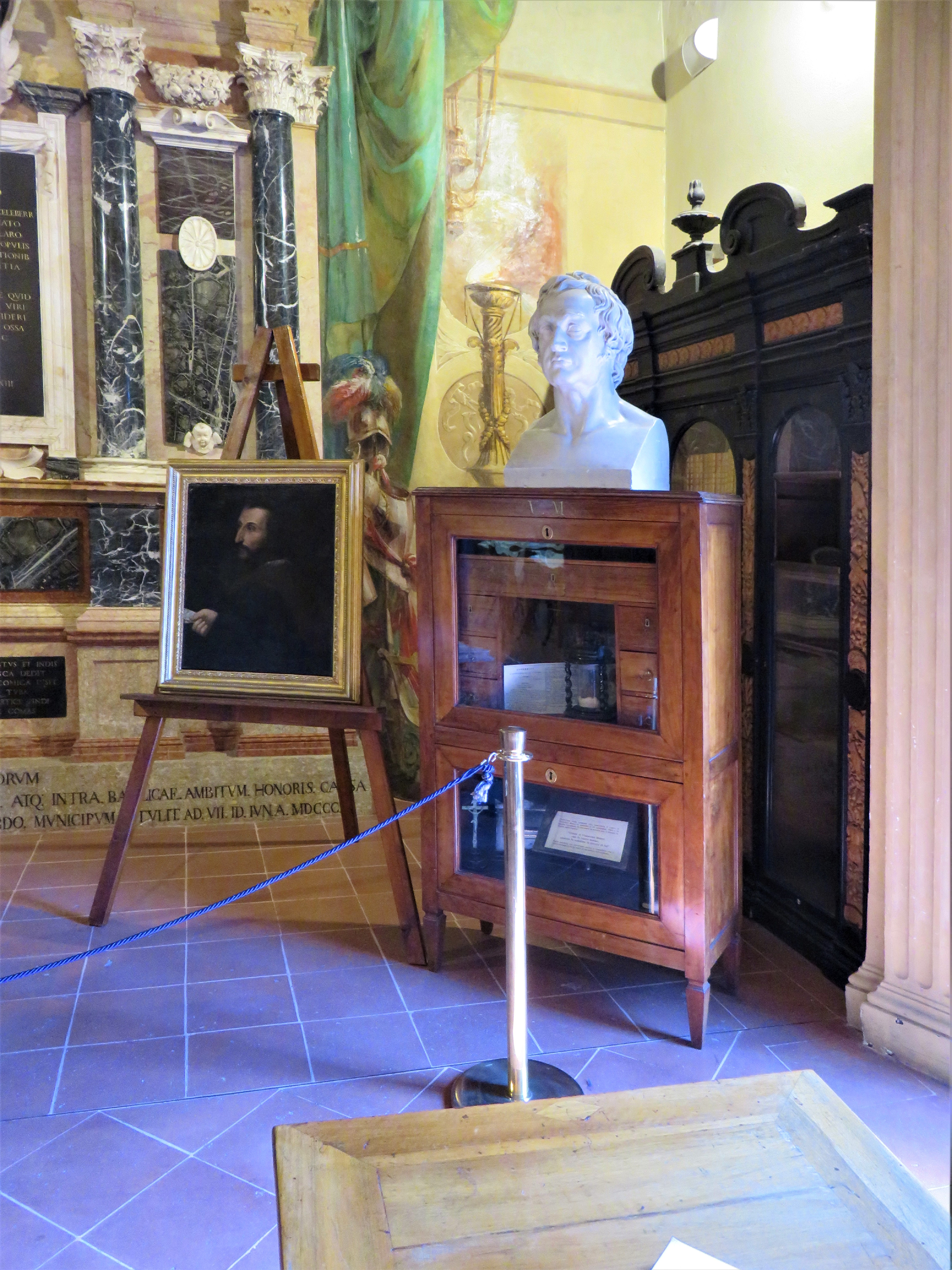
Busto e teca con il cuore di Vincenzo Monti conservati nella Biblioteca Ariostea, accanto al mausoleo di Ludovico Ariosto, a Ferrara.

"Riforma" è una parola d'autore. Questo convalida le tesi di Carducci, sul fatto che quello che noi chiamiamo Neoclassicismo si occupasse non della vecchia letteratura (De Sanctis) ma della nuova letteratura. Monti vede il futuro nel passato: per lui il poeta più attuale è Dante. Spezza così il primato petrarchesco di allora in favore di Dante che era considerato duro, aspro, talvolta sgradevole, affiancandovi Omero, "il più grande dei poeti".
Ancora nel 1815 Monti rifiutò di assumere la direzione della Biblioteca Italiana, e questa fu assunta dall'Acerbi.
Quattro anni più tardi compose un inno a lode di Francesco, Invito a Pallade.
Nel 1822 morì il genero Giulio Perticari, che il poeta considerava come un figlio nonostante un precedente litigio, e a questo dolore si unì la diffamazione cui la figlia Costanza andò incontro, accusata di aver trascurato il marito o addirittura di averlo ucciso. Alcune voci pretesero addirittura l'esistenza di una complicità del padre nel presunto complotto. Addolorata, Costanza tornò a vivere con i genitori.
Nel 1825 la "tenera amica" Antonietta Costa, marchesa genovese, chiese a Monti un componimento in occasione delle nozze del figlio Bartolomeo con la marchesa Maria Francesca Durazzo. Da ciò nacque il Sermone sulla mitologia, poemetto in sciolti, feroce invettiva contro le manifestazioni orride e macabre del romanticismo nordico, colpevole di aver scalzato gli dèi dalla poesia. In particolare depreca la traduzione della Lenore di Gottfried August Bürger fatta da Giovanni Berchet e il ritorno in auge dei temi ossianico-cimiteriali di gusto lugubre preromantico. Evidenti paiono i richiami ad alcune opere critiche di Voltaire ma anche all'ode Gli Dèi della Grecia che Friedrich Schiller aveva pubblicato nel 1788. Ad avvalorare tale tesi è il poeta stesso, che definì Schiller secondo solo a Shakespeare nella gerarchia delle sue preferenze letterarie. Vanno ravvisati anche rimandi all'inno Alla Primavera di Leopardi (1824). Monti prende così posizione classicista nella polemica antiromantica suscitata da Madame de Staël.
Come si può facilmente immaginare, l'opera non lasciò indifferenti e in parecchi, ritenendo un simile gusto neoclassico ormai fuori dal tempo, scrissero opere polemiche in risposta al Sermone: la più famosa è quella di Niccolò Tommaseo.
Può apparire quindi sorprendente che il vecchio Monti si dimostri ancora così chiuso al gusto romantico, dopo certe virate del passato e della stessa senilità, ma intelligentemente Cesare Cantù dimostrò come fossero qui colpite solo le manifestazioni macabre del Romanticismo  (nonostante il montiano Aristodemo che ricordava direttamente Edward Young), antitetiche alla concezione "diurna e solare" della poesia montiana.
Nello stesso anno vibrò di sincera gioia nel celebrare le nozze delle due ultime figlie di Gian Giacomo Trivulzio, Elena e Vittoria, cui dedicò l'idillio Le nozze di Cadmo ed Ermione, dove, alla presenza degli Dèi, esclusa Giunone, si esaltano i protagonisti e con essi la scrittura, di cui Cadmo, il mitico fondatore di Tebe, si dice fosse stato l'inventore.

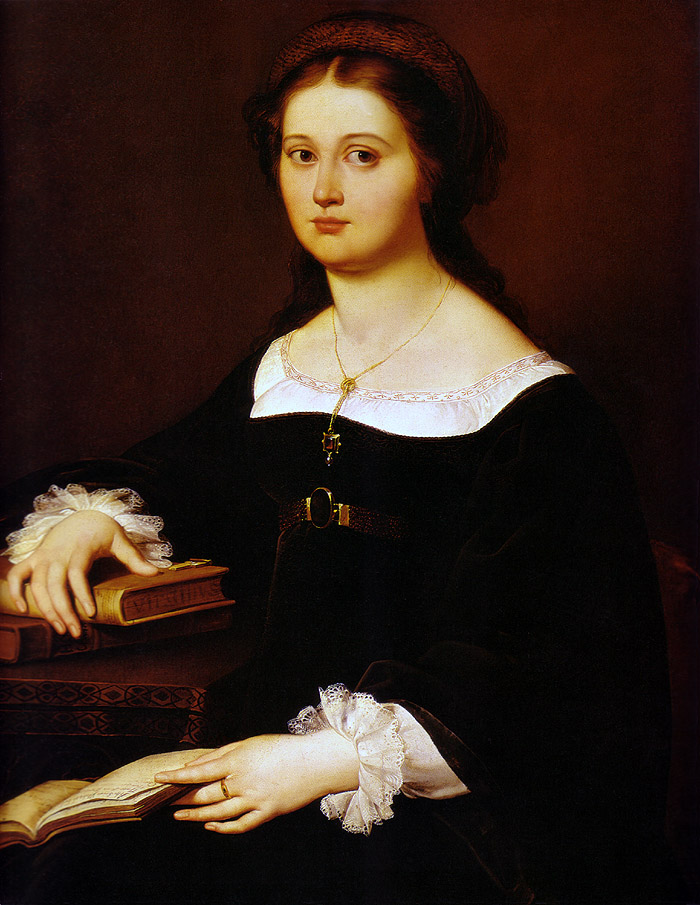
Il ritratto di Costanza Monti Perticari dipinto da Filippo Agricola

Contemporaneamente, Monti scriveva anche canzoni più intime e familiari, come il dolcissimo sonetto Per un dipinto dell'Agricola, dedicato alla figlia Costanza, che era stata ritratta dal pittore, o come la canzone libera Pel giorno onomastico della mia donna Teresa Pikler, composta tra il settembre e l'ottobre del 1826. Qui, la moglie e la figlia vengono definite solo conforto alla vecchiaia del poeta, e solo motivo di dispiacere per il prossimo abbandono di un mondo che riserva solo sofferenze. Era come se "la vecchiezza, non che inaridisse la vena dell'affetto, anzi le fece più abbondante. Così, negli ultimi anni del suo vivere, egli era l'aquila che, stanca di tanti arditissimi voli, stanca di alzar le penne fino al sole o di mescersi coi nembi e le procelle, ritornava al nido per riposarvisi, chiudendo le grandi ali sul capo dei suoi cari". Nell'opera Monti ripercorre anche la propria vicenda letteraria e umana.
Si schierò quindi in difesa dell'uso in letteratura della mitologia e della tradizione classica, ma al tempo stesso mantenne buoni rapporti con gli esponenti delle nuove tendenze romantiche e nel 1827 espresse giudizi entusiastici sulla lettura dei Promessi Sposi. Si inserì nella disputa sulla questione della lingua, ponendosi su posizioni fortemente avverse al padre Antonio Cesari e ai puristi, sminuendo il Trecento per passare in rassegna tutti gli uomini di cultura del Settecento. In questa linea si situano i sette volumi della Proposta di alcune correzioni ed aggiunte al Vocabolario della Crusca, in cui, variando con maestria i toni del discorso, attacca i cruscanti mostrando molti errori da loro commessi in merito a singoli vocaboli.
Negli ultimi anni di vita, a partire dal 1816 e fino alla morte, ritornò sul poema in tre canti in endecasillabi sciolti La Feroniade, iniziato già nel periodo romano per esaltare i progetti di bonifica delle paludi pontine, e ora ripreso con ossessiva cura formale, ma comunque non concluso e stampato postumo nel 1832. La Feroniade è anche un modo di affermare una sua estraneità alla storia e al presente, proprio da parte di uno scrittore che aveva costruito la sua carriera sulla partecipazione della letteratura alle trasformazioni politiche.

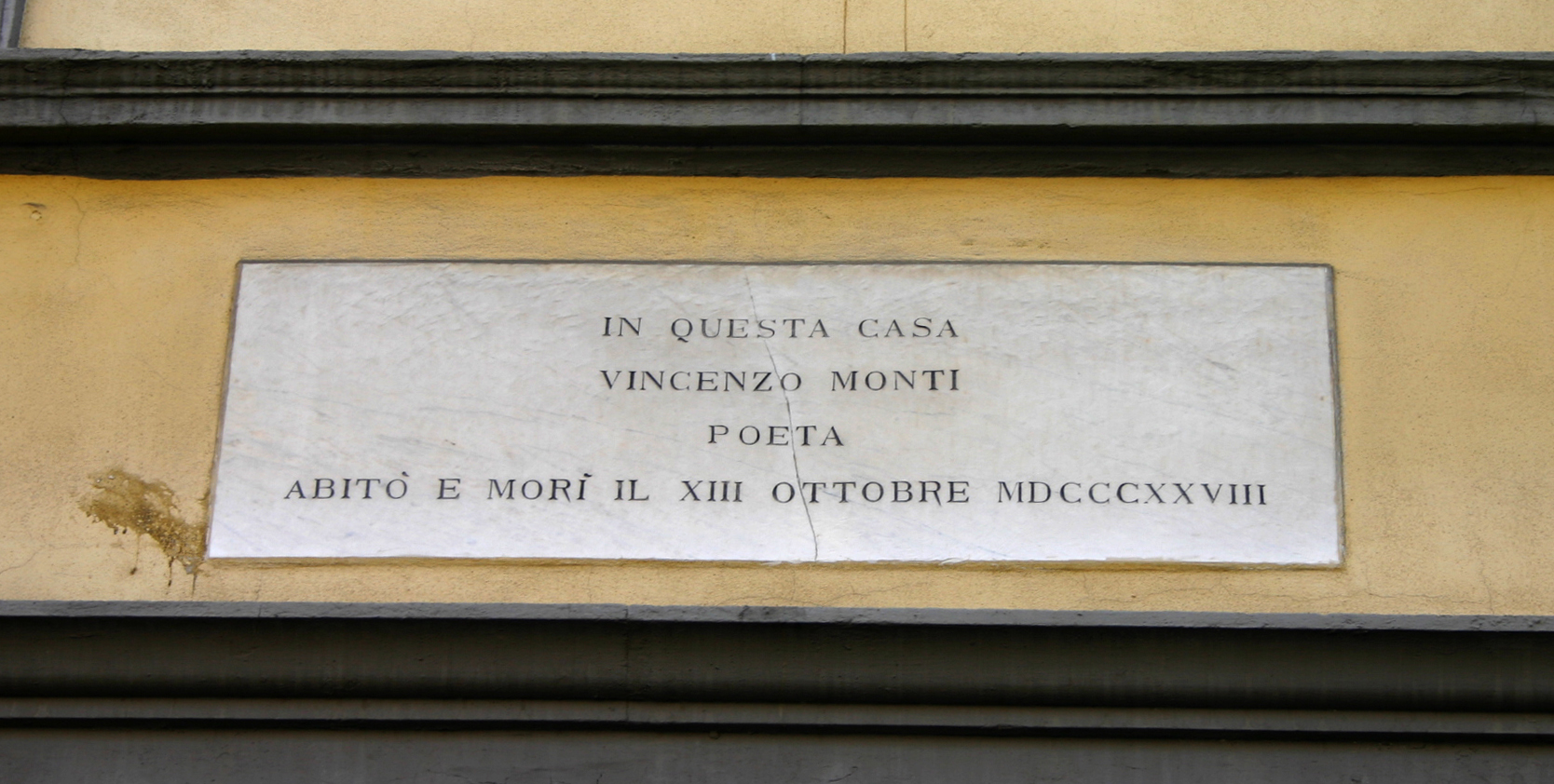
Lapide sulla casa in cui morì Vincenzo Monti in via Giuseppe Verdi a Milano

Monti perse gradualmente l'uso della vista e dell'udito, e nell'aprile del 1826 subì un attacco di ictus con emiplegia che paralizzò la parte sinistra della sua persona. L'attacco si ripeté nel maggio 1827, e l'agonia dell'ultimo anno fu alleviata, oltre che dai cari, anche dalle visite di Alessandro Manzoni.
Chiesti i sacramenti, morì in pace. Così Paride Zajotti ci narra il suo ultimo momento di vita, il 13 ottobre 1828, a Milano:
La sua tomba è nel cimitero monumentale della Certosa di Ferrara. Anche se non fu nativo di Ferrara riposa della cella dei ferraresi illustri. Nella cripta della chiesa di San Gregorio Magno è custodita la lapide funebre (insieme a quella di altri personaggi illustri) che era posta sul muro di cinta del cimitero oggi non più esistente. Il cuore si trova invece nella Biblioteca Ariostea di Ferrara. 
La casa natale di Alfonsine, in Romagna, è divenuta un museo.

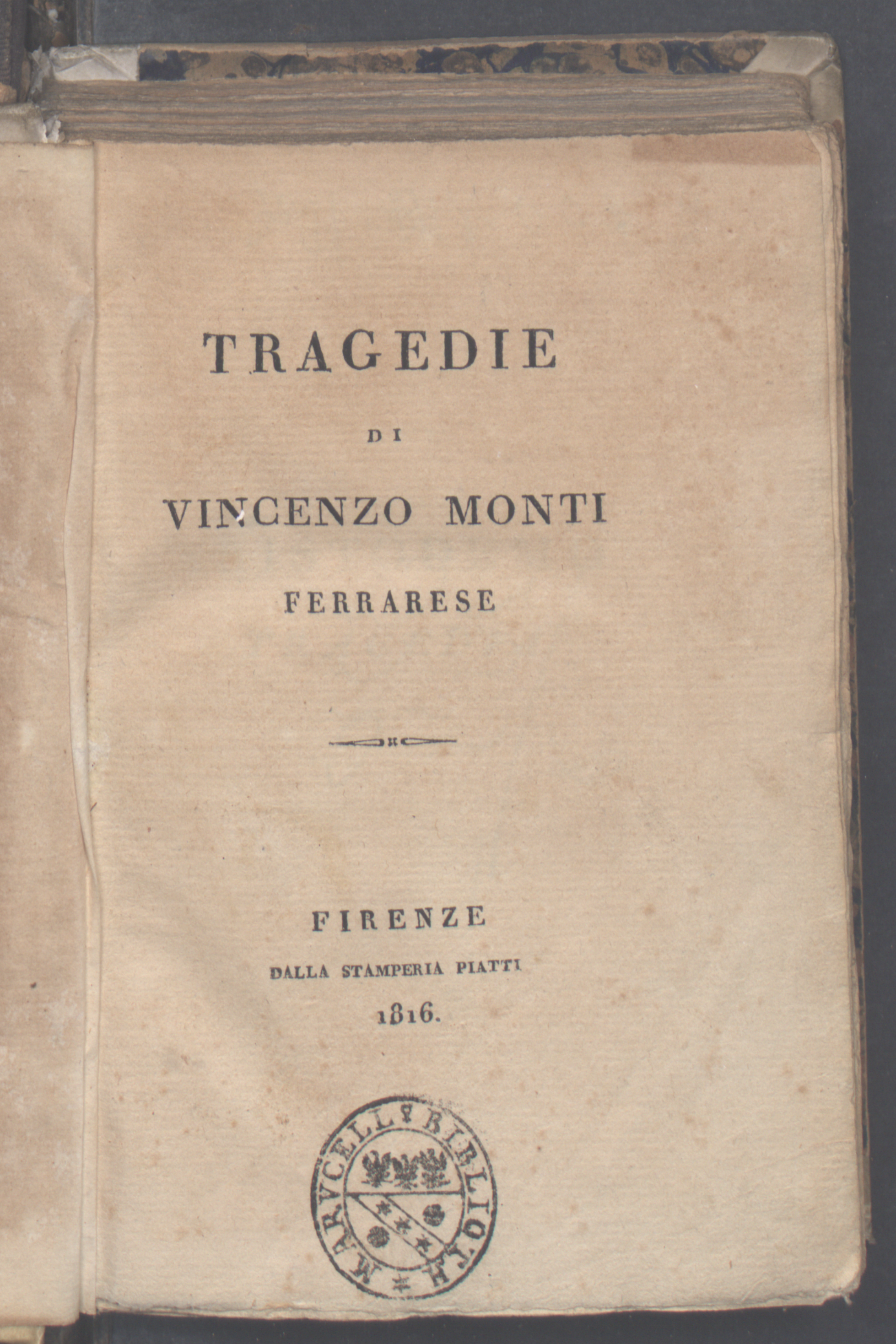
Tragedie di Vincenzo Monti, 1816. Da BEIC, biblioteca digitale

È stato intitolato a suo nome il noto Liceo classico di Cesena.

## Critica
Vincenzo Monti è stato molto criticato per i continui cambiamenti di credo politico (su tutti valga il giudizio espresso dal De Sanctis che lo bolla come «il segretario dell'opinione dominante»). Cesare Cantù ha voluto definire la famosa lettera al Salfi "inescusabile documento". Tuttavia le posizioni sono state discordi e si è spesso riconosciuta una coerenza nell'attaccamento alla patria, cui sacrificò le sue opinioni di facciata. Ancora, un paladino della critica fascista come Vittorio Cian ha addossato tutta la responsabilità alla sete mondana della moglie Teresa Pikler, che avrebbe indirizzato il succube marito verso il potente di turno.
I suoi repentini mutamenti di posizione non furono ben visti da Giacomo Leopardi, che lo definì «poeta veramente dell'orecchio e dell'immaginazione, del cuore in nessun modo», anche se certamente le basi della formazione giovanile leopardiana, neoclassica, non possono essere disgiunte dalla lezione montiana. Nello stesso Zibaldone, in fondo si parla per lui anche di "volubilità armonia mollezza cedevolezza eleganza dignità graziosa o dignitosa grazia del verso", specialmente "nelle Cantiche".
Del Nostro fu più volte criticata l'ispirazione poetica, dovuta per lo più al bisogno di denaro, ma gli si riconoscevano grandi doti di poeta. Su una posizione abbastanza critica fu Ugo Foscolo, che ironizzò su Monti chiamandolo "gran traduttor dei traduttor d'Omero", in quanto aveva tradotto l'Iliade senza sapere il greco, ma rielaborando semplicemente in maniera poetica le traduzioni precedenti, soprattutto latine. Tra loro, nonostante tutto, si era stabilita qualche affinità di pensiero. Foscolo difese spesso Monti all'interno di polemiche letterarie, e ammirò sopra tutte le opere montiane La Feroniade. Questo poema fu unanimemente apprezzato, e il Giordani arrivò a dire: "Oh quanto è maggiore d'ogni altra sua cosa! Veramente questa lo manifesterebbe il primo de' poeti viventi in Europa".
Foscolo ebbe spesso, come visto, opinioni contrarie al Monti, in specie laddove questi elogiava Bonaparte, né si dimentichi il ruolo profondamente diverso esercitato dai due nella storia della letteratura italiana. Foscolo infatti, più inquieto e ribelle, tese a una forma di intellettuale nuovo, cui era estraneo Monti, ancora legato alla vecchia immagine dell'uomo di cultura e meno percorso da spiriti anticonformisti, che non facevano parte della sua natura.
Tra i contemporanei, Monti godette di particolare favore presso Stendhal, che in merito alla produzione tragica ebbe l'ardire di definirlo "Racine d'Italie". Vanno ricordati anche gli elogi di Vittorio Alfieri e Giuseppe Parini in merito alla Bassvilliana. Il primo fu "entusiasta appassionato" del poema mentre l'abate disse: "Costui minaccia di cader sempre colla repentina sublimità de' suoi voli, ma non cade mai". Alfieri apprezzò anche le tragedie montiane, in particolare l'Aristodemo, quella che più si avvicina al suo spirito per profondità drammatica.
Secondo Giuseppe Mazzini, Monti rappresenta l'ultimo esponente della corrente neoclassica, ormai soppiantata da quella romantica. Il poeta romagnolo avrebbe avuto, sempre secondo Mazzini, solo epigoni che non vale la pena ricordare, eccezion fatta per il bresciano Cesare Arici.
In seguito, all'interno di una critica spesso discorde, si sono levate, a lode convinta del poeta, le voci di Tommaseo (che definì "immortali" i Pensieri d'amore
) e di Giosuè Carducci, che apprezzò in particolar modo i temi classicheggianti e il linguaggio arcadico. Carducci curò, tra il 1858 e il 1885, varie edizioni delle poesie montiane, e sul suo esempio lo studioso reggiano Alfonso Bertoldi, allievo di Carducci all'Ateneo bolognese, diede alla luce, anche in collaborazione con Giuseppe Mazzatinti, due edizioni delle poesie e una, monumentale e completa, dell'Epistolario, comprendente lettere scritte tra il 1771 e il 1828. Bertoldi fu il primo a restituirci nella loro interezza i carteggi del poeta. Inoltre, con la cura propria della critica positivista, diede notizie molto precise sulle varie opere, anteponendo a ciascuna un cappello introduttivo in cui, oltre all'occasione che aveva generato il componimento specifico, forniva un breve quadro della situazione storica. Il lavoro bertoldiano è stato il modello degli studi del secolo successivo. Si è vista una particolare fioritura delle opere critiche negli anni a cavallo del 1930, per celebrare il centenario della morte di Monti.

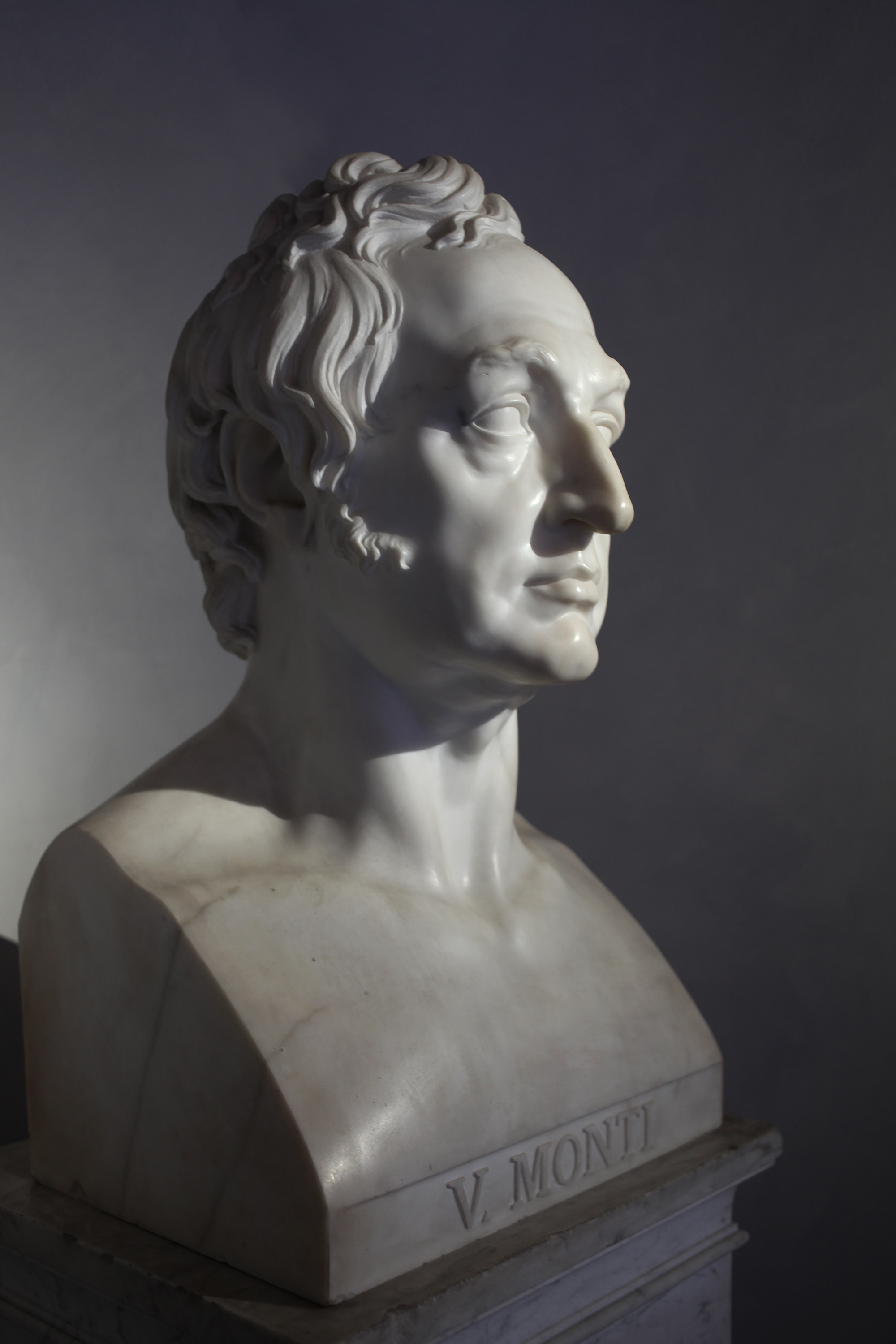
Abbondio Sangiorgio, Busto di Vincenzo Monti (1833)

## Opere principali
- 1776 - La visione di Ezechiello
- 1779 - Prosopopea di Pericle (ode), Saggio di poesie
- 1781 - La bellezza dell'universo (poemetto)
- 1782 - Cantate per la nascita del Delfino, Il Pellegrino Apostolico, Sciolti a Sigismondo Chigi, Pensieri d'amore
- 1783 - Versi
- 1784 - Al signor di Montgolfier (ode), Feroniade (poema incompiuto)
- 1786 - Aristodemo (tragedia)
- 1787 - Galeotto Manfredi (tragedia)
- 1788 - Sulla morte di Giuda (sonetti), Alla marchesa Malaspina della Bastia (ode)
- 1793 - Bassvilliana (poema incompiuto), Invito di un solitario a un cittadino
- 1797 - La Musogonia (poema incompiuto, iniziato nel 1793), Prometeo (poema incompiuto), Il fanatismo, La superstizione, Il pericolo (poemetti), Per il congresso di Udine (canzone)
- 1799 - Nell'anniversario del supplizio di Luigi XVI (inno)
- 1800 - Per la liberazione dell'Italia (canzonetta), Dopo la battaglia di Marengo, traduzione dell'opera di Voltaire La Pucelle d'Orléans → La pulcella d'Orleans
- 1802 - Mascheroniana (poema incompiuto), Caio Gracco (tragedia)
- 1803 - traduzione: Satire (Persio)
- 1805 - Il beneficio
- 1806 - Il bardo della Selva Nera (poema incompiuto)
- 1808 - I Pittagorici (dramma)
- 1809 - La spada di Federico II, La Palingenesi politica
- 1810 - Ierogamia in Creta, traduzione: Iliade (Omero)
- 1811 - Le api panacridi in Alvisopoli
- 1815 - Il mistico omaggio
- 1816 - Il ritorno di Astrea
- 1822 - Per un dipinto dell'Agricola, rappresentante la figlia dell'Autore (sonetto), Per le quattro tavole dell'Agricola (canzone)
- 1825 - Sermone sulla mitologia (poemetto), Le nozze di Cadmo e d'Ermione (poemetto)
- 1826 - Pel giorno onomastico della mia donna Teresa Pikler
- 1817-1826 - Proposta di alcune correzioni ed aggiunte al Vocabolario della Crusca

### Epistolario
- Epistolario di Vincenzo Monti, raccolto ordinato e annotato da Alfonso Bertoldi, 6 voll., Firenze, Le Monnier, 1928-31.
- Primo supplemento all'Epistolario di Vincenzo Monti, raccolto, ordinato e annotato da Luca Frassineti, Milano, Cisalpino, 2012.